# Organizzazione militare dei Gaeli
Per organizzazione militare dei Gaeli s'intendono le armi, le tattiche ed i soldati impiegati dai popoli gaelici (irlandesi, scozzesi e mannesi), nel periodo pre-moderno.
Latori dell'antica tradizione bellica dei Celti ed unici a risiedere al di fuori delle terra dell'Impero romano, i Gaeli la proseguirono in relativo isolamento, apportandovi sostanziali evoluzioni solo a seguito delle incursioni degli Anglosassoni (dal V secolo), dei Vichinghi (dal IX secolo) e dei Normanni (dal XII secolo), senza però riuscire ad impedire a questi ultimi l'occupazione delle loro ultime roccaforti in Irlanda e Scozia. Durante il Rinascimento, i popoli gaelici seppero rapidamente adeguarsi alla rivoluzione militare introdotta dal sistema pike-and-shot per contrastare l'aggressione dei Tudor.

## Esegesi delle fonti
Sebbene il mondo celtico, al suo apice (III secolo a.C.), coprisse gran parte dell'Europa occidentale e centrale, non era politicamente unificato né vi era alcuna fonte centrale sostanziale d'influenza o omogeneità culturale. Tuttavia, da ciò che è sopravvissuto della mitologia celtica, è possibile discernere punti in comune che suggeriscono un pantheon più unificato di quanto spesso si creda e la presenza di eroi e temi ricorrenti se non di comune origine. Le popolazioni celtiche praticavano la scrittura (ci sono pervenute testimonianze celtiche scritte in lingua etrusca e Greco antico oltre che con l'alfabeto ogamico precipuo dei Celti) ma la ricostruzione della loro religione e della loro mitologia presenta notevoli difficoltà d'ordine storico-documentario perché essi facevano uso della scrittura solo a fini pratici: dediche alle divinità, iscrizioni funebri e financo censimenti, ma non poemi epici! Il patrimonio mitologico-religioso veniva tramandato solo per via orale e i suoi creatori erano i druidi (latinizzazione della parola dru-wid-es, lett. "molto istruiti"), la classe dirigente sacerdotale.
La mitologia celtica è un corpus composto da sottogruppi distinti che si ramificano al pari delle lingue celtiche:
- mitologia dell'antica religione celtica, conosciuta principalmente attraverso fonti archeologiche e legata ai popoli celtici prettamente europei;
- mitologia nelle lingue goideliche, rappresentata principalmente dalla mitologia irlandese[3] (condivisa anche con la mitologia scozzese):
- mitologia nelle lingue brittoniche, cioè mitologia gallese, mitologia della Cornovaglia e mitologia bretone.

Per i miti dell'antica religione celtica e la mitologia bretone, ci si deve rifare alle "Fonti continentali", mentre il corpus più tardo delle "Fonti insulari" comprende la mitologia goidelica e quella brittonica insulare.

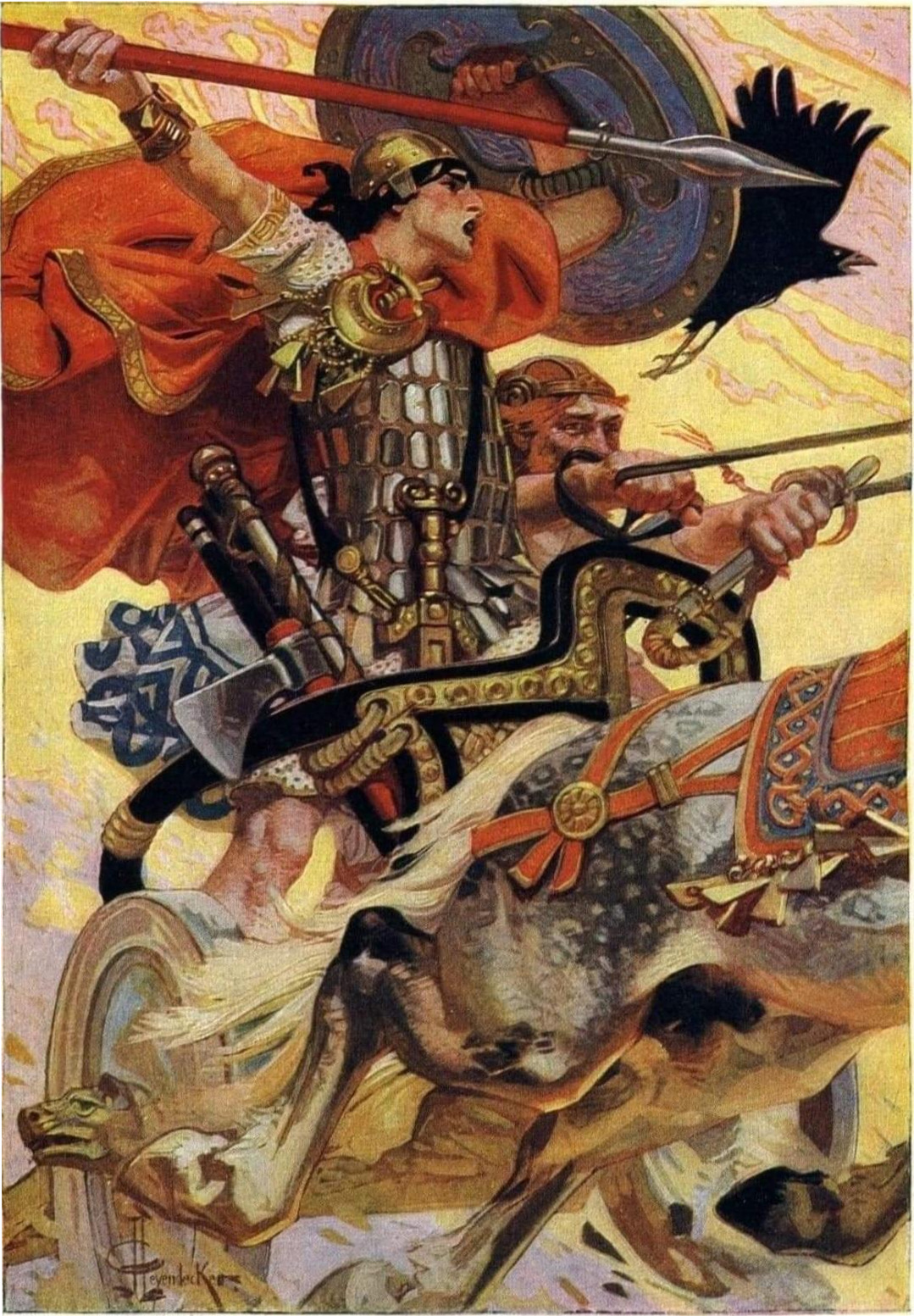
Cú Chulainn in battaglia - ill. di J.C. Leyendecker in

Le Isole britanniche fornirono, a partire dal VII e fino al XV secolo, un corpus più recente ma più ricco di fonti sui miti celtici, capace di confermare e completare le informazioni fornite dai testi classici e dalle prove archeologiche. La parte del leone la gioca la mitologia irlandese, i cui miti e poemi, prima tramandati oralmente come in tutta la koinè celtica, vennero trascritti dagli amanuensi al principio dell'era cristiana. Queste fonti letterarie sono costituite da quattro gruppi principali:
- il "ciclo mitologico", il cui testo principale è il Cath Maige Tuireadh ("Battaglia di Mag Tured"), incentrato sulla lotta tra gli dei Tuatha Dé Danann e i Fir Bolg prima (prima battaglia di Mag Tuired) e i Fomori poi (secondo battaglia di Mag Tuired). Altri testi importanti sono il Tochmarc Étaíne (lett. "Il corteggiamento di Étaín") e "Il viaggio di Bran" (Immram Brain);
- il "ciclo dell'Ulster" che descrive gli eroi e i re dell'Irlanda protostorica e il consueto intervento degli dei. La storia più importante è il Táin Bó Cúailnge ("Razzia delle vacche di Cooley") che racconta l'invasione dell'Ulster da parte della regina Medb e le gesta dell'eroe-semidio Cúchulainn;
- Il "ciclo feniano" è dedicato alle avventure dei Fianna capitanati dall'eroe Fionn mac Cumhaill e da suo figlio Oisin;
- il "ciclo dei re" o "ciclo storico" chiude l'epoca eroica dell'Irlanda mitologica e protostorica proiettandola nella cronaca storica. Il testo più importante è il Lebor Gabála Érenn ("Libro delle conquiste d'Irlanda") che riporta la cronaca delle invasioni dell'Irlanda (spec. quella dei Tuatha Dé Danann), dal Diluvio universale all'arrivo dei mitici antenati dei Gaeli (v.si sezione "Popoli" del Lebor Gabála Érenn).

I testi della mitologia gallese sono più cristianizzati e con elementi mitologici molto meno evidenti rispetto ai testi irlandesi. Il più importante è il Mabinogion o "I quattro rami di Mabinogi" dai quattro racconti che lo compongono: la storia di Pwyll, principe di Dyved; quella di Branwen; quella di Manawydan figlio di Llyr e quella di Math fab Mathonwy. Ci sono poi i c.d. "Cinque racconti" e cioè: Il sogno di Macsen Wledig, Lludd e Llefelys, Culhwch e Olwen, Il Sogno di Rhonabwy e il Libro di Taliesin. In questo corpus, la patina cristiana stesa dagli amanuensi è, come detto, molto più pesante ed il sostrato celtico originale è di più complessa analisi da parte dello studioso.
In tutta questa mitologia, l'argomento militare è forte se non addirittura pregnante. Frequentissimo vi appare il duello tra campioni di due opposti schieramenti, su tutti le "fatiche" di Cúchulainn che, nel Táin Bó Cúailnge, blocca l'avanzata dell'esercito nemico seguitando a sfidarne (e a sconfiggerne) i campioni. Si tratta di scontri in cui gli antagonisti sono armati di lancia (gae) e giavellotto (gá-ín), spada e daga, ma non vi si menziona l'uso di elmo o armatura. Il ricorso al carro da guerra è parimenti ben testimoniato dalle fonti ed in piena linea con i rinvenimenti archeologici continentali che assegnano al veicolo un ruolo centrale nelle varie manifestazioni della cultura celtica (Hallstatt, La Tène, la Gallia e la Britannia pre-romana) seppur l'Irlanda non abbia ancora prodotto, ad oggi, rinvenimenti archeologici che vi confermino l'uso della biga. L'archeologia ha sicuramente confermato, nelle Isole britannica come nell'Europa continentale, la panoplia standard dei Celti come riportata nei miti ma ricchissimi sono stati anche i rinvenimenti di elmi ed armature, taciuti dei testi mitologici, e che anzi assegnano ai Celti un ruolo fondamentale nell'avanzamento del livello tecnologico-bellico europeo: basti pensare al ruolo giocato dall'elmo celtico e dalla spada celtica nell'evoluzione dell'equipaggiamento del legionario romano.
Un altro aspetto da considerare è lo iato temporale esistente tra le fonti mitologiche e le prove archeologiche. Prendendo per esempio in considerazione il sopracitato Táin Bó Cúailnge, testo fondamentale per definire diversi aspetti dell'organizzazione sociale e militare dei Celti in generale e dei Gaeli d'Irlanda in particolare, ci troviamo davanti ad un testo che narra eventi occorsi nel I secolo nell'Era Cristiana ma che fu messo per iscritto non prima dell'VIII secolo, al principio cioè dell'Epoca vichinga che segnò, come vedremo in seguito, un punto di svolta fondamentale nella tradizione militare dei popoli celtici di Scozia ed Irlanda.

## Contesto storico

### Origini: da Hallstatt e La Tène
La Cultura di Hallstatt (IX-VI secolo a.C.) è la prima che può essere identificata come "celtica", legata cioè ai popoli conosciuti come Celti poiché parlanti le lingue celtiche, a cui appartenevano i Gaeli. Si estendeva lungo l'arco alpino, dalla Francia orientale fino al medio Danubio. In quell'epoca la spada era l'arma principale assieme a lancia, giavellotto e daga, anche se solo i nobili potevano permettersi la panoplia completa; l'armatura era composta invece da uno scudo, generalmente ovale, dal tipico elmo celtico e da una corazza in cuoio o lino pressato.
A partire dal VII secolo a.C. le armi in bronzo furono soppiantate da quelle in ferro, e l'accorciamento della spada, la grande diffusione di giavellotti e la scomparsa dei finimenti per cavalli dalle sepolture possono indicare che la tattica bellica avesse subito una modifica in cui la fanteria aveva avuto il predominio sulla cavalleria.
La Cultura di La Tène (V-I secolo a.C.) vide grandi cambiamenti nell'arte bellica. Mentre nell'epoca Hallstattiana la guerra era condotta su scala locale, dal V secolo a.C. si svolsero migrazioni molto più vaste, che portarono i Celti a contatto con nuove regioni e nuovi popoli. In questa fase la cultura celtica occuperà territori che si estendono dalla Penisola iberica ai Carpazi e dalla Scozia e dall'Irlanda fino all'Italia centro-settentrionale, arrivando a raggiungere gran parte del bacino danubiano e parti delle attuali Bulgaria e Turchia. Sappiamo che in questo periodo i Celti utilizzavano le spade corte da stocco (40 cm), tanto quanto le spade lunghe (fino a 80 cm) da taglio, contenute in foderi di legno o cuoio, ed erano altrettanto utilizzati giavellotti (da tre a quattro a persona, stando ai ritrovamenti funebri) e lance; la cavalleria non aveva ancora un ruolo importante. Gli elmi erano poco frequenti e torneranno a diffondersi lentamente dal IV secolo a.C.
A partire dall'età hallstattiana (VIII-VI secolo a.C.), Celti di differente estrazione linguistica invasero a più riprese le isole britanniche, sovrapponendosi tra loro oltre che ai precedenti abitanti, traversando La Manica dalle coste continentali dell'Europa. Partendo dall'odierna Inghilterra meridionale, si espansero rapidamente in tutta la Gran Bretagna e l'Irlanda, anche se in Scozia il popolo pre-indoeuropeo dei Pitti conservò la propria individualità. Erano organizzati in gruppi tribali divisi in una classe superiore di guerrieri, dalla quale proveniva il capotribù e una classe inferiore di lavoratori liberi, semi-liberi o schiavi.

### I contatti con Roma
Nel 43 d.C. i Romani invasero la Britannia: sbarcarono a Richborough (Kent) al comando di Aulo Plauzio e sconfissero i catuvellauni e i loro alleati nelle due battaglie del Medway e del Tamigi. Uno dei loro capi, Togodumno, fu ucciso, mentre il fratello Carataco sopravvisse, continuando a guidare la resistenza. Raggiunto dall'imperatore Claudio in persona con dei rinforzi, Plauzio marciò sulla capitale nemica, Camulodunum (odierna Colchester), conquistandola. Intanto il futuro imperatore Vespasiano sottometteva il sud-ovest. Conquistato il sud dell'isola, i Romani rivolsero la loro attenzione al Galles. I celti Siluri, Ordovici e Deceangli si opposero strenuamente agli invasori, catalizzandone gli sforzi militari. A capo dei Siluri si pose Carataco che condusse una vera e propria guerriglia contro le truppe guidate dal governatore Publio Ostorio Scapula venendone però sconfitto nel 51. Trovò presso Cartimandua, regina dei Briganti, che però lo consegnò ai Romani per la pace. I Siluri, ora guidati dall'ex marito di Cartimandua, Venuzio, seguitarono ad opporsi strenuamente ai Romani.
Nel 61 scoppiò una rivolta nell'isola di Mona (l'odierna Anglesey, nel Galles del nord) guidata da druidi e sacerdotesse, a cui i Romani erano estremamente avversi a causa dei sanguinari culti; venne mandato a risolvere la situazione il governatore Gaio Svetonio Paolino, che stroncò duramente la ribellione. Più o meno contestualmente si verificò la celebre Rivolta di Boudicca che quasi persuase Nerone a ritirarsi dalla Britannia.

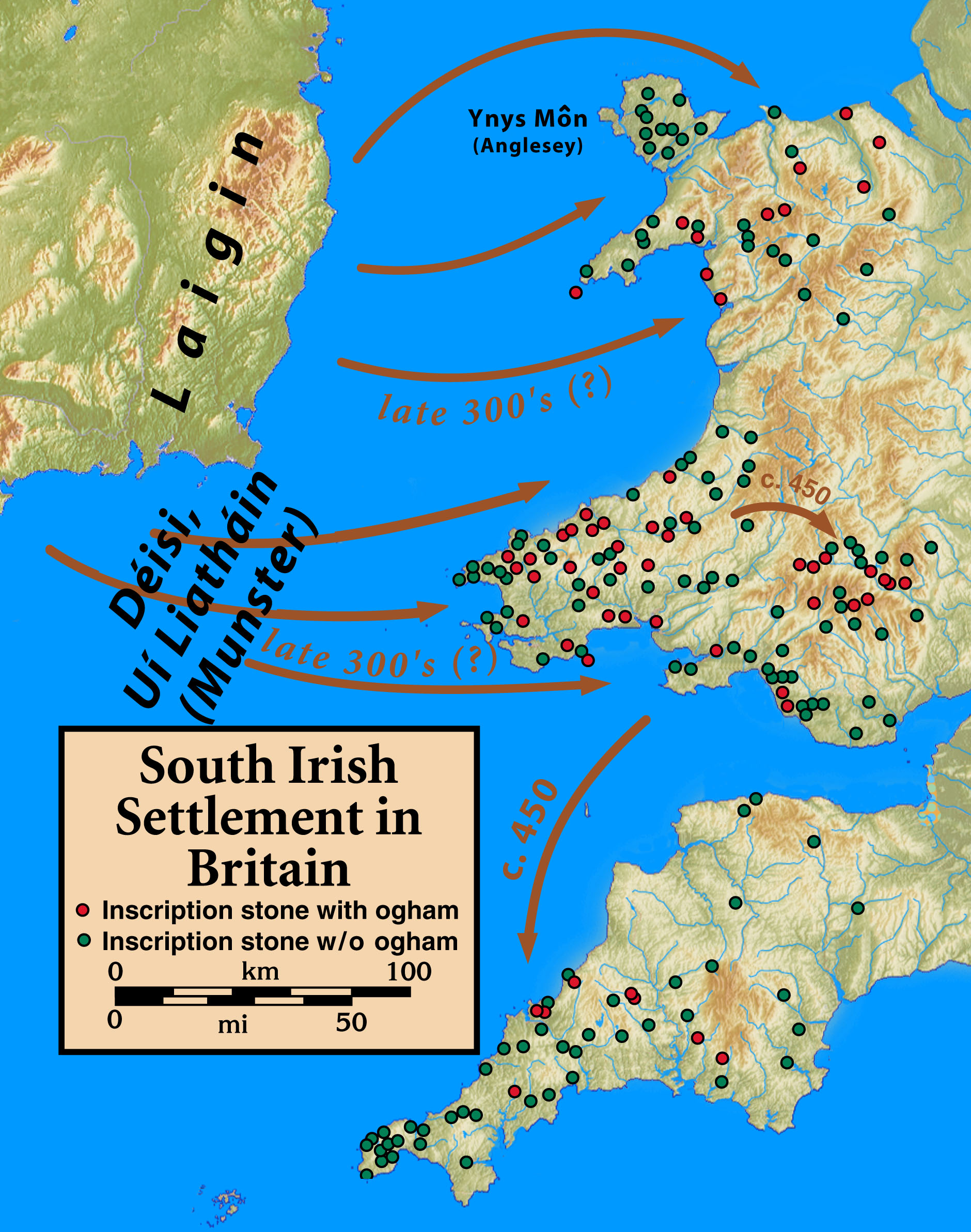
Incursioni e colonie irlandesi nella Britannia romana.

Roma iniziò a premere a nord fino al Galles e alla Scozia centrale: nell'80, sotto Domiziano, Agricola circumnavigò l'isola e sconfisse i Caledoni di Calgaco nella battaglia del monte Graupio (83 o 84). La necessità di proteggere a nord il limes britannico fu resa evidente da frequenti ribellioni di tribù delle attuali Scozia e Inghilterra settentrionale: la situazione indusse Roma, sotto Adriano, a realizzare due basi militari, a partire dalle quali le truppe romane costruirono e presidiarono il Vallo di Adriano, tra i fiordi del fiume Tyne e il Solway Firth (122-125). Un avanzamento del confine per 160 km più a nord, si ebbe sotto Antonino Pio, con l'erezione di una seconda struttura difensiva, il Vallo Antonino, lungo l'istmo tra le due insenature del Firth of Forth e del Firth of Clyde: meno imponente ed efficace del precedente, fu mantenuto per una ventina d'anni, dopo i quali Roma si attestò nuovamente sul precedente limes di Adriano. Un nuovo avanzamento vi fu sotto Settimio Severo, le cui campagne britanniche, condotte negli ultimi anni della sua vita, pur coronate da successi, non furono in grado di ricostituire un limes più settentrionale: infatti, dopo la morte dell'imperatore a York, gli avanzamenti territoriali ottenuti furono abbandonati dal figlio Caracalla.

Durante tutta la storia di Roma, blando fu invece l'interesse mostrato per l'Irlanda, una conseguenza dello scarso rilievo politico ed economico attribuito a quell'isola che i romani chiamavano Hibernia. L'imperialismo romano l'aveva infatti appena sfiorata, ai tempi della spedizione di Gneo Giulio Agricola, con la costituzione di una testa di ponte sulla costa orientale (per la cui collocazione è avanzata anche l'ipotesi del sito archeologico di Drumanargh) un'operazione esplorativa a cui, però, non fu dato mai alcun séguito militare.

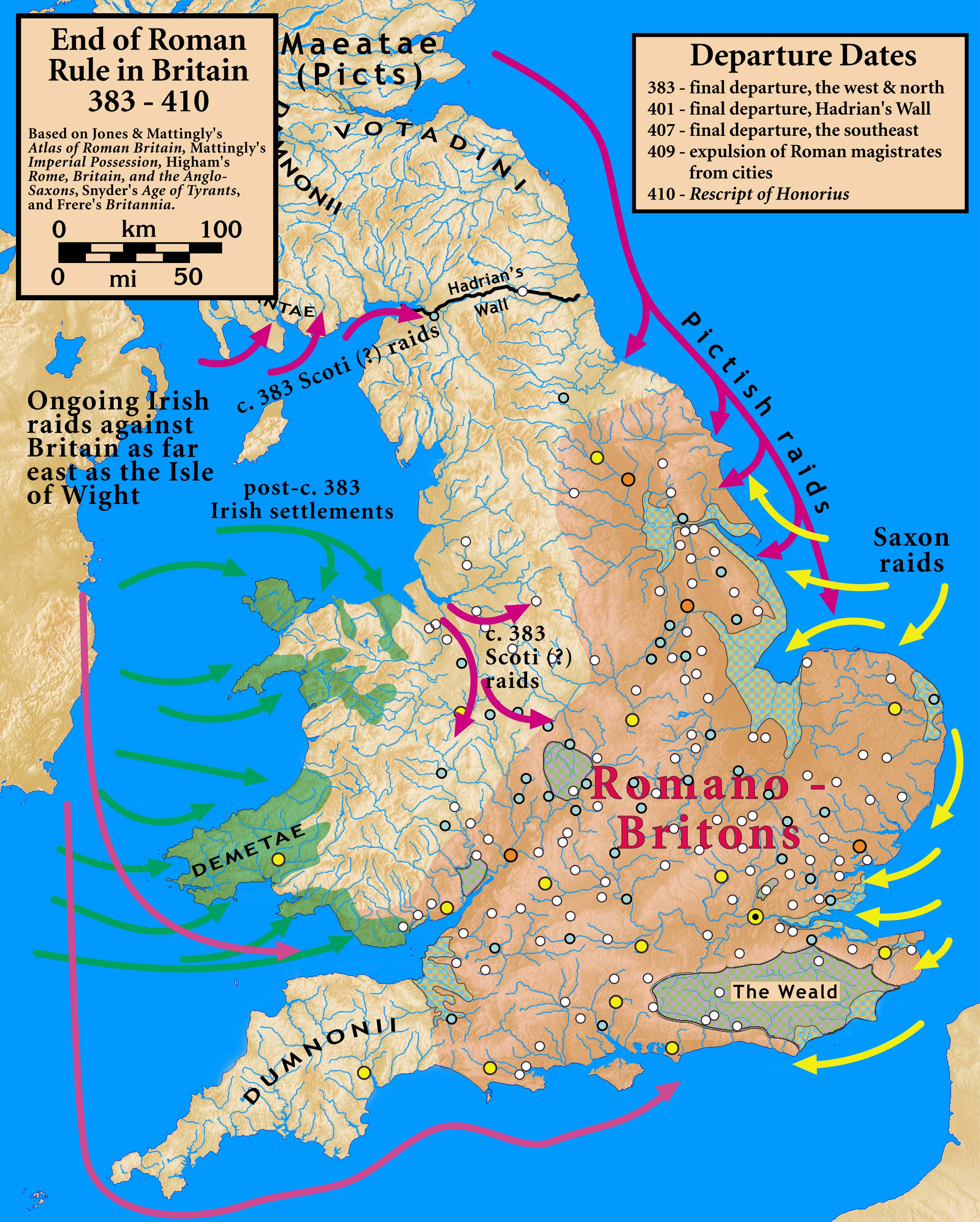
Gaeli, Pitti e Sassoni all'attacco della Britannia romana (383-410).

Per parte loro, invece, i celti Gaeli d'Irlanda, almeno a partire dal IV secolo, iniziarono a intensificare le loro incursioni ed a fondare colonie nella Britannia romana. Per questo erano necessarie forze navali e, di conseguenza, furono impiegate un gran numero di piccole imbarcazioni, chiamate currach. Le forze gaeliche erano così frequentemente in mare, specialmente gli Scoti del regno insulare Dalriada, comprendente coste ed isole sia scozzesi sia irlandesi, che le armi dovettero cambiare. Giavellotti e frombole divennero più rari, poiché troppo scomodi per essere utilizzati a bordo dei piccoli currach, e gli si preferirono arco e frecce. Durante la successiva colonizzazione delle Highlands della Scozia, i Dalriada, ormai una potenza marittima, divennero un esercito composto completamente da arcieri. Anche le fionde andarono fuori uso, sostituite dagli archi e da un'arma navale molto efficace chiamata crann tabhaill, una specie di catapulta. Gli Scoti/Scotti, etimo di lingua latina che indicava genericamente tutti i parlanti lingue goideliche, figurarono così nell'eterogeno insieme di popoli "barbari" (insieme a Pitti e Sassoni) che, intorno all'anno 350, saccheggiano indisturbati le terre britannico-romane e contro le quali fu organizzata la Campagne in Britannia del Conte Teodosio (367-369), padre del futuro imperatore Teodosio I che riuscì a riportare una pace temporanea nella provincia insulare. Un ventennio dopo, l'usurpatore Magno Massimo (r. 383-388), impegnato appunto contro Teodosio I, tornò a combattere vittoriosamente Pitti e Scoti ma il sistematico ritiro di legioni dalle isole per far fronte alle invasioni barbariche nel Continente permise, sin dal 396, a Gaeli, Pitti e Sassoni di saccheggiarle impunemente. La partenza dei romani dalla Britannia fu completata entro il 410 ed i Romano-Britanni (Vortigern, Ambrosio Aureliano, ecc.) dovettero gestire da soli la sistematica invasione di Angli, Sassoni e Juti unitamente alle scorrerie di Pitti e Gaeli nel nord e nel Galles.

### L'Irlanda gaelica

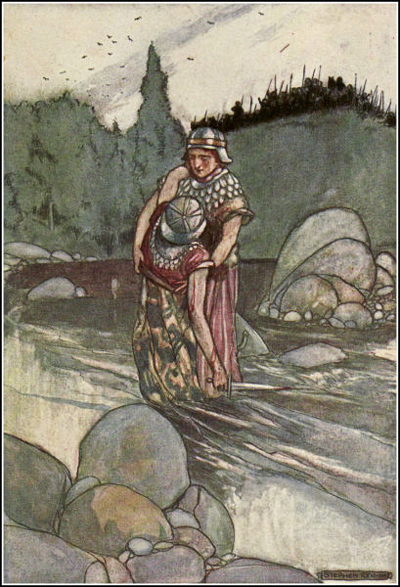
Cú Chulainn uccide Ferdiad durante la sfida dei campioni nel Táin Bó Cúailnge - ill. di Stephen Reid in

L'Irlanda gaelica fu un mosaico di territori governati da una gerarchia di re o capi, intronati tramite il tanistry, una sorta di elezione. I regni principali erano Ulaid (Ulster), Mide (Meath), Laigin (Leinster), Muma (Munster, composto da Iarmuman, Tuadmumain e Desmumain), Connacht, Bréifne (Breffny), In Tuaiscert (The North) e Airgíalla (Oriel). Ogni regno era costruito su signorie conosciute come túatha (singolare: túath). I re di una túath obbedivano ai re di diverse túatha che a loro volta obbedivano ai re dei regni. Già prima dell'VIII secolo questi regni avevano cominciato a sostituire le túatha come unità sociopolitiche di base. Le guerriglie tra questi territori erano all'ordine del giorno e, di tanto in tanto, un potente sovrano veniva riconosciuto come Re Supremo d'Irlanda. La società si basava sui clan e, come nel resto d'Europa, era strutturata gerarchicamente in base alla classe di appartenenza. Durante questo periodo, l'economia era basata principalmente sulla pastorizia e non si utilizzava il denaro.
Come consueto tra i popoli di cultura celtica, la guerra tra clan era un aspetto importante della vita nell'Irlanda gaelica, così come lo era stato in Gallia ed in Britannia prima della conquista romana. Prima dell'Epoca vichinga, grande importanza era attribuita alle guerre tra clan e alla guerra tribale. Rimarchevole era a quel tempo la singolar tenzone tra i campioni: per risolvere una disputa o semplicemente per misurare la propria abilità, era consuetudine sfidare un guerriero dello schieramento avversario in uno scontro rituale all'ultimo sangue, mentre si era acclamati dalle schiere astanti. La sfida dei campioni era un aspetto importante della mitologia, della letteratura e della cultura irlandesi. Su tutti l'esempio del Ciclo dell'Ulster con Cú Chulainn, campione dell'Ulster, che nel Táin Bó Cúailnge sconfigge uno per uno i campioni del rivale esercito del Connacht sfidandoli a singolar tenzone senza che questi nemmeno considerino l'idea di sopraffarlo con il loro numero. Tali combattimenti singoli erano comuni prima di una battaglia campale e per scopi rituali tendevano a svolgersi presso i guadi dei fiumi.
Lo spirito e le tradizioni del combattimento singolo sarebbero vissuti e si sarebbero manifestati in altri modi nelle culture gaeliche moderne. In Scozia con eventi come lo Scottish Backhold, gli Highland Games e le arti marziali scozzesi come i duelli del XVIII secolo, ove la vittoria arrideva a chi versava il primo sangue, al netto però di duelli all'ultimo sangue che continuarono ad essere praticati. In Irlanda con sport da combattimento quali la boxe irlandese (Dornálaíocht), la lotta irlandese (Barróg), il combattimento con il bastone (Bataireacht) e lo scuffling (Coiléar agus Uille).

### Il Medioevo

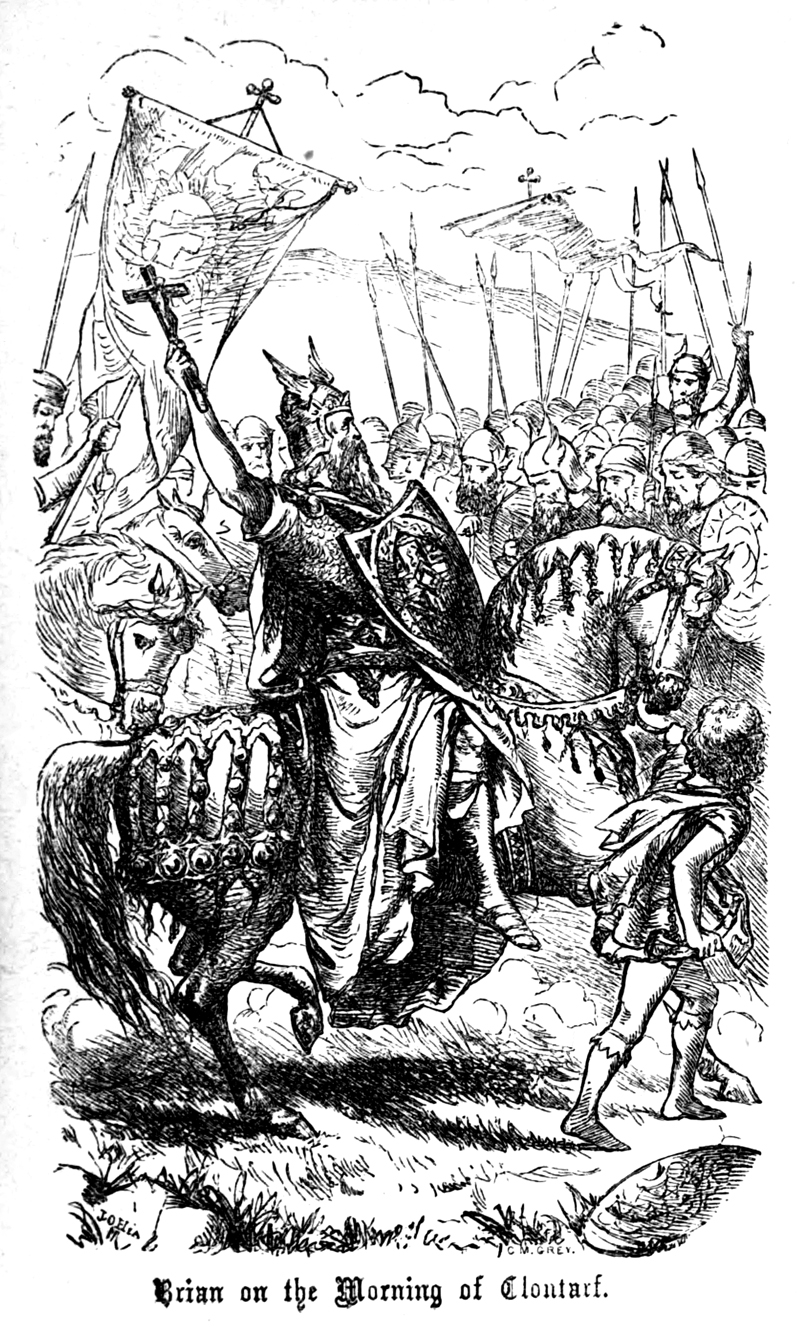
Il Re Supremo d'Irlanda Brian Boru guida il suo esercito contro i vichinghi la mattina della battaglia di Clontarf nell'A.D. 1014.

L'introduzione nella Verde Isola della fanteria pesante data al IX secolo e si deve al contatto/contrasto con i vichinghi vestiti di maglia di ferro ed elmo. Fu allora che i Gaeli si resero conto della necessità di armi più pesanti, in modo da penetrare gli scudi norreni, grandi e pesanti, e le cotte di maglia. Spade da taglio più pesanti e armi inastate divennero più frequenti, così come gli elmi di ferro e le cotte di maglia. I gaeli iniziarono a usare regolarmente la grande scure inastata nota come "Ascia danese". Truppe di fanteria irlandesi e scozzesi iniziarono a combattere con spadona ed azza e ad indossare regolarmente armature più pesanti, al fianco dei dardi e degli archi nativi. Queste truppe pesanti divennero note come gallòglaigh (en. Gallowglass, v.si seguito) spesso fornite dai clan ibridi dei vichingo-gaelici, e costituirono una parte importante degli eserciti gaelici in futuro. La creazione di stabili insediamenti vichinghi (di origine norvegese, da Lochlann) a Dublino, Limerick, Waterford, ecc., inizialmente nati come longphort e poi sviluppatisi in città cinte di mura, unitamente alla creazione di una linea dinastica, norrena prima e norreno-gaelica poi, gli Uí Ímair, costrinse i Gaeli a superare lo schema mentale bellico del mordi-e-fuggi in funzione di battaglie campali contro questi intraprendenti nuovi arrivati la cui presenza andava eradicata.
Al tempo di Brian Boru (†1014) e Máel Sechnaill mac Domnaill, i re irlandesi conducevano ormai grandi eserciti in campagne su lunghe distanze e usavano forze di marina militare in tandem con l'esercito di terra. Dal XI secolo in poi, i re mantennero piccole forze combattenti permanenti note come lucht tighe, it. "truppe della famiglia", a cui spesso venivano assegnate case e terreni nella terra mensale del re. Questi erano soldati professionisti ben addestrati ed equipaggiati, comprendenti sia forze di fanteria sia di cavalleria. Il ricorso a mercenari, anche norreni o comunque vichingo-gaelici, non era insolito: es. nella battaglia di Clontarf (1014), Brian Boru schierò una forza mercenaria di gallowglass contro lo schieramento vichingo e vichingo-gaelico di Dublino.
L'arrivo dei Normanni in Irlanda e Gran Bretagna (XI secolo) costrinse gli irlandesi e gli scozzesi del Regno di Alba a utilizzare un numero sempre maggiore di gallowglass pesantemente corazzati combinati con una rapida cavalleria schermagliatrice per affrontare efficacemente i Normanni ben corazzati. A parte gli hobelars, schermagliatori e arcieri a cavallo altamente mobili, corazzati alla leggera e usati principalmente per la ricognizione e l'imboscata, la principale cavalleria gaelica era solitamente composta dal re/capo-clan e dai suoi parenti stretti. Il cavaliere gaelico praticava la monta a pelo, indossavano la cotta di maglia ed un bacinetto. Le sue armi erano la spada, la daga e la lancia. Un esercito irlandese medievale completamente equipaggiato avrebbe, in quel tempo, incluso fanteria leggera, fanteria pesante e cavalleria mista.
Tutti questi adattamenti e sviluppi tattici portarono anche all'uso regolare di nuove armi: la lancia da cavalleria, armi inastate come l'ascia danese, da cui i gaeli derivarono l'ascia Lochaber e la sparth, la moderna spada d'armi e la spada a due mani, la falsariga della claymore scozzese. È improbabile che molte delle spade medievali trovate oggi in Irlanda siano di fabbricazione locale dato che molti dei pomelli e la decorazione della guardia incrociata non sono gaelici.

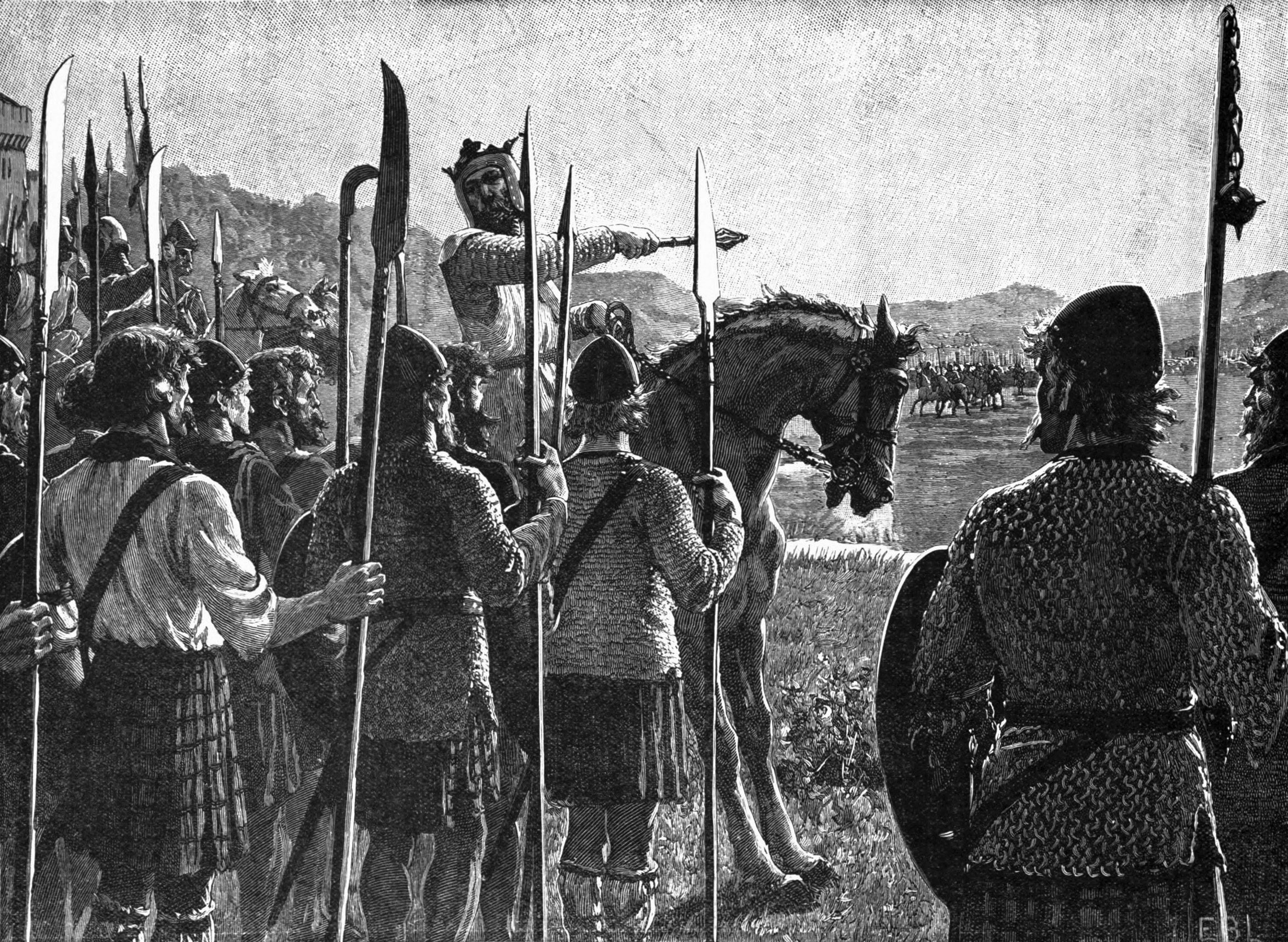
Robert the Bruce dirige i suoi uomini sul campo nella battaglia di Bannockburn - ill. da

Durante le guerre d'indipendenza scozzesi, le truppe del Regno di Scozia dovettero sviluppare un mezzo per contrastare l'esercito del Regno d'Inghilterra che combinava cavalleria pesante ed arco lungo, secondo uno schema dimostratosi vincente sin dai tempi della Hastings. I ribelli scozzesi Andrew de Moray, William Wallace e il re scozzese Roberto I di Scozia (c.d. "Robert the Bruce") possono essere tutti accreditati per lo sviluppo dello schiltron come mezzo per contrastare i Normanni e il loro primo uso della guerra con armi combinate. I cronisti inglesi dell'epoca dissero dei guerrieri degli Schiltron:
(Trokelowe, quoted in Brown, op.cit, p. 90)
(Vita Edwardi Secundi, quoted in Brown, Chris (2008). Bannockburn 1314. Stroud: History press. p. 78. ISBN 978-0-7524-4600-4.)
Andrew de Moray è accreditato di aver usato lo schiltron all'inizio della rivolta ma morì poco dopo aver subito una ferita mortale nella battaglia di Stirling Bridge.
Nei primi scontri, come quando gli schiltron furono usati da Wallace nella battaglia di Falkirk, le formazioni immobili simili a falangi si dimostrarono vulnerabili agli attacchi degli arcieri inglesi, se sprovvisti di supporto di cavalleria. Gli scozzesi fecero tesoro dell'esperienza e, quando Edoardo II d'Inghilterra li affrontò a Bannockburn, Robert the Bruce aveva adattato lo schiltron trasformandolo in una formazione offensiva più mobile, molto simile al quadrato di picchieri della Battaglia di Nancy: formazioni mobili e strette con un adeguato supporto di cavalleria. Gli scozzesi furono in grado di utilizzare questo adattamento innovativo per inchiodare la cavalleria pesante inglese nella battaglia di Bannockburn e sbaragliare Edoardo II, aprendo la strada al trattato di Edimburgo-Northampton ed all'indipendenza della Scozia.

### Età Moderna

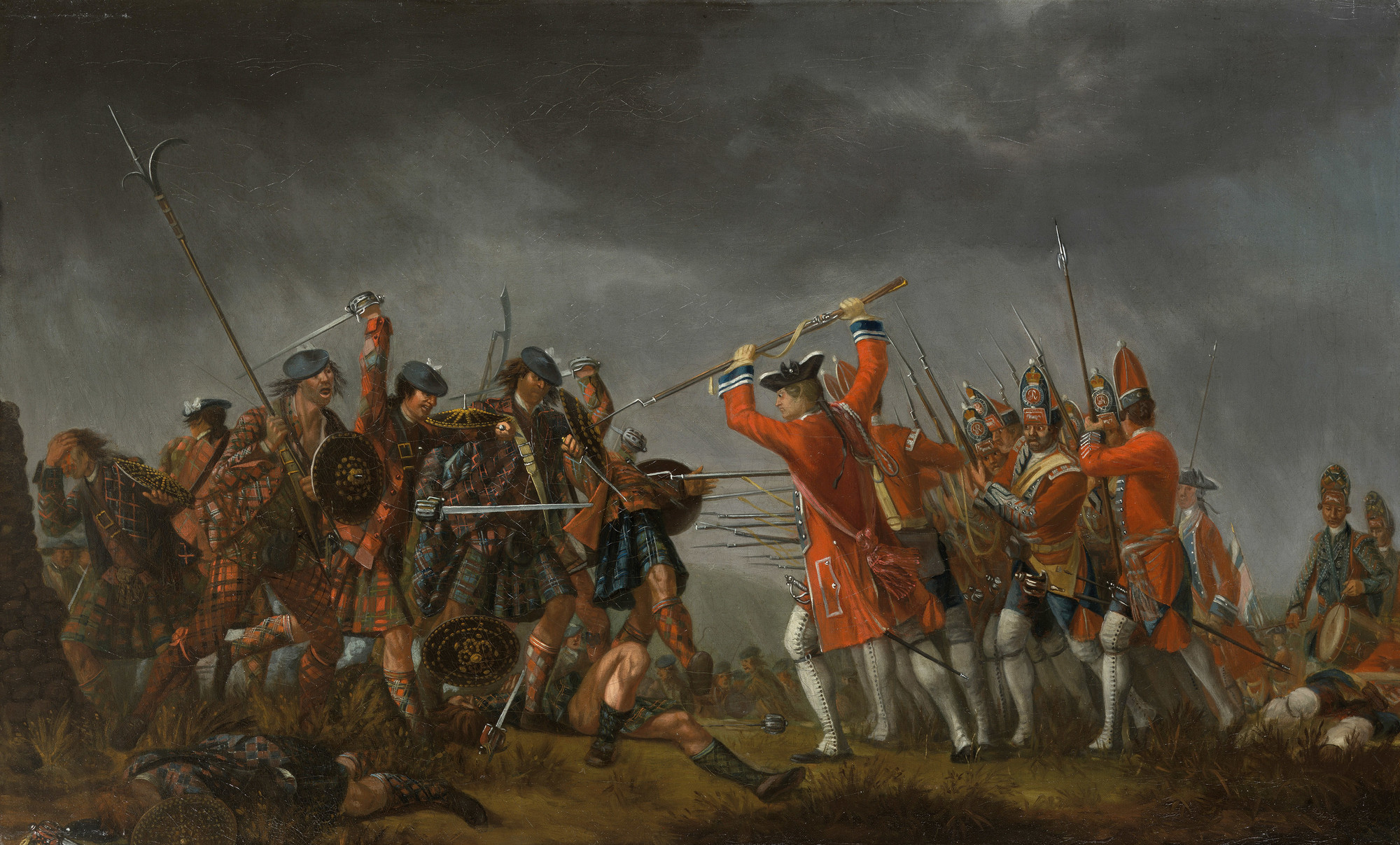
Highlander che caricano nella battaglia di Culloden nel 1746.

L'organizzazione militare gaelica, in Irlanda, era quindi adattabile e in continua evoluzione. Al tempo della Riconquista Tudor dell'Irlanda, cioè alla fine dell'era gaelica, gli irlandesi avevano adottato formazioni continentali miste di picchieri e moschettieri come quelle usate dagli eserciti continentali della Spagna degli Asburgo (v.si tercio), della Vecchia Confederazione e del Sacro Romano Impero (v.si lanzichenecchi). Gli irlandesi seguitarono però ad utilizzare i gallowglass come spadaccini frammisti alla truppa del quadrato. Dal 1593 al 1601, gli irlandesi gaelici combatterono con i metodi di guerra più aggiornati, compreso il pieno affidamento sulle armi da fuoco e sulle moderne tattiche militari, senza però perdere l'opportunità di sfruttare la potenzialità delle armi da fuoco nelle vecchie, tradizionali tattiche mordi e fuggi d'imboscata. Contestualmente, tra XVI e XVII secolo una nuova genia di mercenari gaelici d'origine scozzese, fondamentalmente provenienti dalle Highlands, prese ad essere sistematicamente arruolata nelle guerre della Verde Isola sino alla conquista cromwelliana dell'Irlanda ed alla guerra guglielmita, i c.d. Redshank (v.si seguito), una fanteria mista di tiratori e spadaccini/picchieri, in alcuni casi ancora corazzati.

## Unità (Età Antica)

### Fanteria

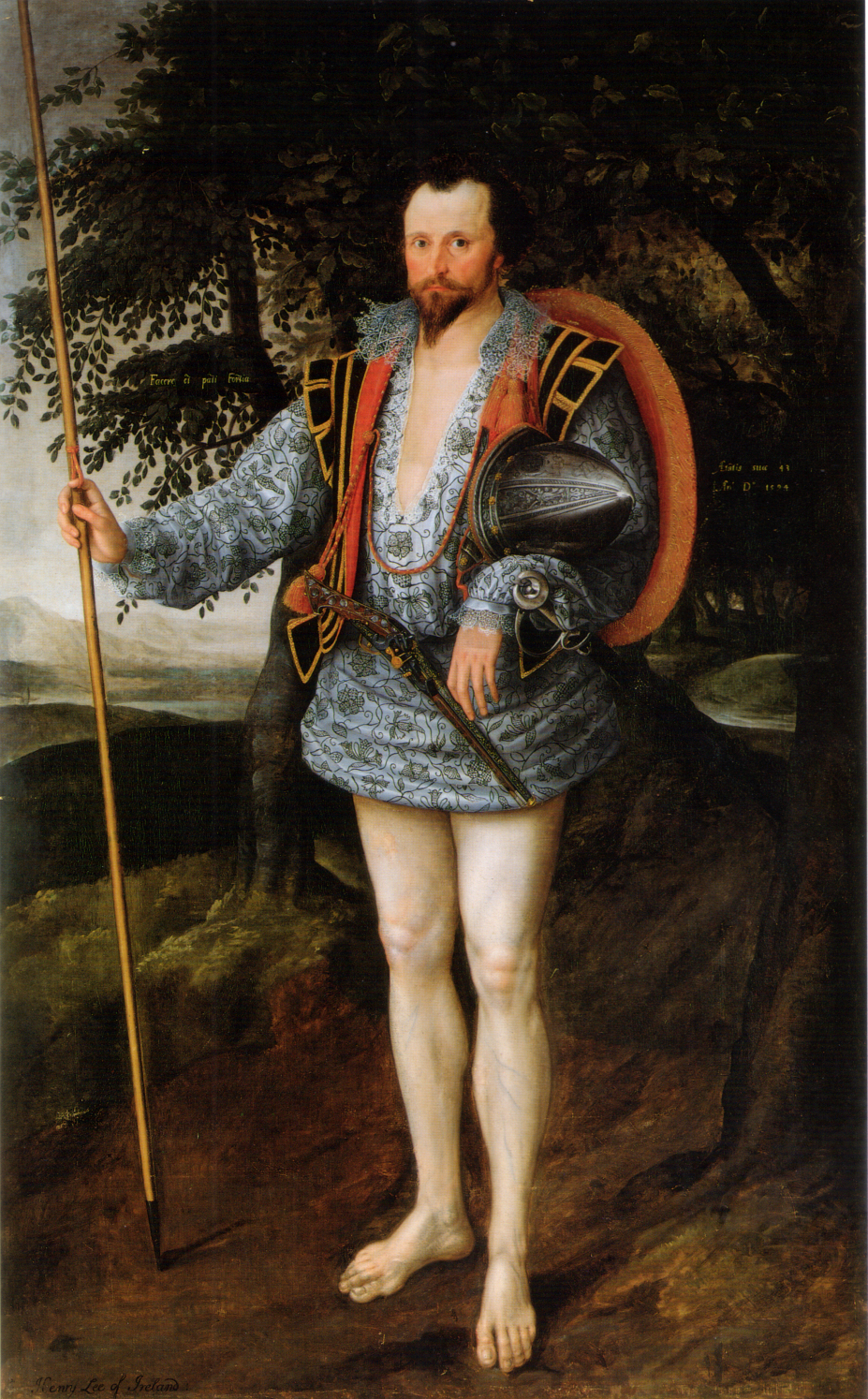
Il capitano inglese Thomas Lee in abiti da kern, dipinto di Marcus Gheeraerts (1569).

La guerra fu per secoli in Irlanda incentrata sulla figura del Ceithearn (en. Kern), un fante da schermaglia leggera che tormentava il nemico con armi da getto prima di caricare. Questi fantaccini costituivano la spina dorsale dell'esercito gaelico ancora al tempo delle guerre con i Tudor (XVI sec.), tanto che così ebbe a descriverli John Dymmok, al servizio del Lord luogotenente d'Irlanda di Elisabetta I:
(Cannan 2011, pp. 14-17)
I Ceitearn erano solitamente armati con una corta picca/lancia (ga. gae) o una spada (ga. claideamh), una daga similare al sgian dubh scozzese (ga. scian), un arco (ga. bogha) e un set di giavellotti/dardi (ga. gá-ín). La loro arma d'elezione doveva probabilmente essere la lancia se, per elogiare un guerriero vichingo attivo nella Verde Isola nel IX secolo, gli Annali frammentari d'Irlanda lo definiscono «capace di superare gli Irlandesi nel lancio del giavellotto e nella lotta con la lancia e capace di superare i Norreni nel tiro con l'arco e nella lotta con la spada».

### Cavalleria
I cavalli erano uno dei principali mezzi di trasporto per le lunghe distanze. Nonostante l'utilizzo di ferri di cavallo e redini, gli irlandesi gaelici non usavano selle, staffe, né speroni. A ogni uomo veniva insegnato come saltare da terra direttamente sul dorso del cavallo (ga. ech-léim o "destriero") e si esortavano e guidavano i cavalli con una verga dotata di un uncino sulla punta.

### Carreria
In Irlanda i carri a due ruote e a quattro ruote (carbad) si usavano sin da tempi antichi, sia nella vita privata sia in guerra. Erano abbastanza grandi per due persone, fatti di vimini e legno e spesso avevano capote decorate. Le ruote erano a raggi, ricoperte di ferro e alte 1-1,40 m. I carri da guerra erano trainati da cavalli e dotati di spuntoni, come quelli degli antichi Galli e Britanni. Come anticipato, seppur citati nella letteratura, la presenza dei carri da guerra in Irlanda non è, ad oggi, supportata da prove archeologiche. Abbondano invece le evidenze del perdurare d'uso della carreria, almeno nel I secolo a.C., tra i Britanni, congiunti e concorrenti dei Gaeli, menzionato da Cesare nei suoi Commentari e comprovato dall'archeologia.

## Unità (Medioevo ed Età Moderna)
Il confronto con i Vichinghi prima e gli Anglo-Normanni poi costrinse i Gaeli alle prime significative evoluzioni della loro arte bellica quanto ad unità, armamenti e tattica.

### Fanteria
Gallowglass

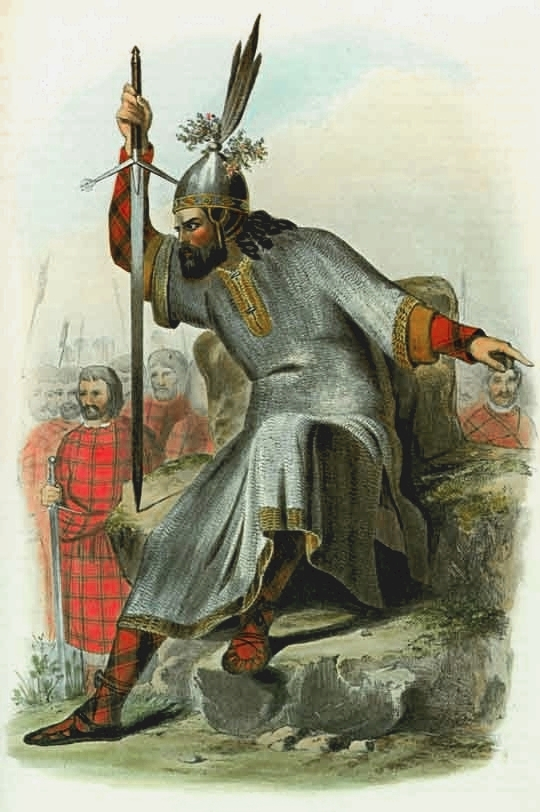
Signore delle Isole vichingo-gaelico del Clan Donald - ill. di Robert Ronald MacIan in

L'eredità norrena più evidente nell'organizzazione militare gaelica fu l'introduzione dei gallowglass (ga. gallóglaigh; gd gallòglaich), utilizzati come fanteria pesante, truppe d'assalto e guardia del corpo d'élite per la nobiltà gaelica. Derivati dagli huscarl vichinghi tanto quanto la guardia variaga del basileus di Costantinopoli, erano originariamente mercenari vichingo-gaelici delle Isole Ebridi o del Regno dell'isola di Man. Comparvero in Irlanda nel XIII secolo, in seguito alle guerre d'indipendenza scozzesi ed alla campagna militare di Roberto I di Scozia in Irlanda ma nel XV secolo i túatha più grandi avevano la loro forza ereditaria di gallowglass. Combattevano e si allenavano in una combinazione di tecniche vichingo-gaeliche e furono molto richiesti ed apprezzati in tutte le isole britanniche per diversi secoli, seppur la loro maggior fortuna fu nella Verde Isola.
Una delle prime battaglie in cui si ritiene combatterono i gallowglass fu la battaglia di Connacht. Áed na nGall Ó Conchobair, il re del Connacht (r. 1256-1274) che sconfisse gli anglo-normanni, era noto per viaggiare con un seguito di 160 gallowglass ricevuti in dote dal suocero Dubhghall mac Ruaidhri delle Ebridi. I gallowglass di solito indossava cotta di maglia e bacinetto e brandiva armi pesanti come l'ascia danese, la sparth, l'ascia Lochaber, spade a due mani come la claymore e, talvolta, picche o lance da cavalleria. Tatticamente, i gallowglass fornivano ai gaelici in ritirata una «linea di difesa mobile da cui i cavalieri potevano effettuare cariche brevi e penetranti e dietro la quale potevano ritirarsi quando inseguiti». La loro pesante armatura li rendeva meno agili dei kern, quindi a volte venivano collocati in punti strategici lungo la linea di ritirata.
I gallowglass venivano spesso assunti come mercenari negli eserciti continentali, come le Guardie blu olandesi, la Guardia svizzera pontificia, la Garde écossaise francese e le forze del re Gustavo II Adolfo di Svezia nella sua invasione della Livonia (1630) durante la Guerra dei trent'anni. I gallowglass in seguito divennero una casta di guerrieri piuttosto che un indicatore di un'origine etnica vichingo-gaelica, con i clan irlandesi di gallowglass che ne producevano uno proprio.
Nonostante il crescente utilizzo delle armi da fuoco dopo il Cinquecento, i gallowglass rimasero una parte integrante delle forze di Hugh O'Neill durante la Guerra dei nove anni d'Irlanda. Dopo la sconfitta irlandese nell'[[Assedio di Kinsale]] nel 1601, il reclutamento dei guerrieri pesantemente corazzati prese a diminuire.
Redshank

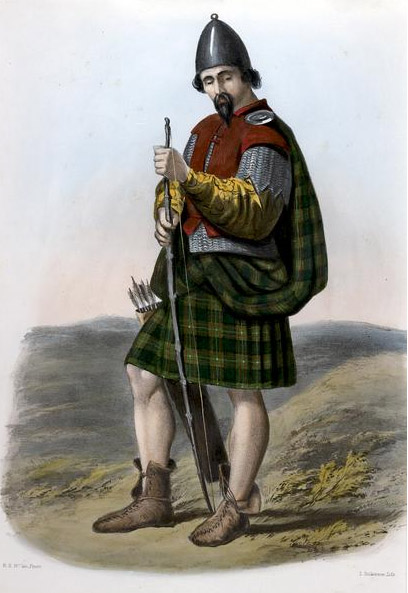
Mercenario Highlander attivo in Irlanda dalle Guerre Tudor alle Guerre confederate irlandesi - ill. di Robert Ronald MacIan in Logan 1845.

"Redshank" era il soprannome dei mercenari scozzesi delle Highlands e delle Ebridi Esterne ingaggiati per combattere in Irlanda. Furono un elemento frequente ed importante degli eserciti irlandesi per tutto il XVI secolo. Doveva il loro nome all'uso, similare a quello irlandese, del plaid che lasciava scoperte le gambe e, nelle giornate più fredde, le arrossava. Il termine tuttavia non era dispregiativo, poiché gli inglesi erano generalmente colpiti dalle qualità dei redshank.

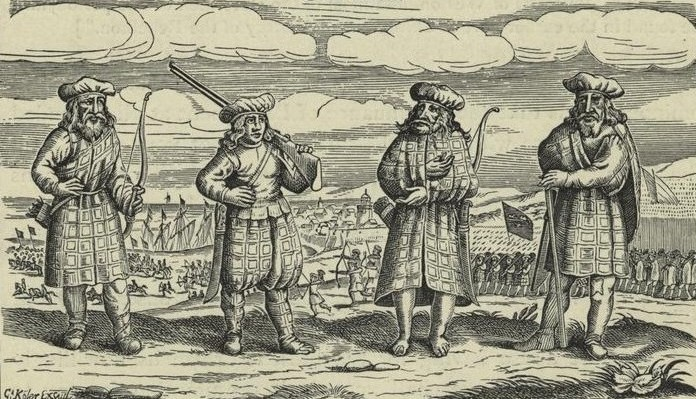
Redshank scozzesi impiegati nella Guerra dei trent'anni.

I redshank erano generalmente armati allo stesso modo, principalmente con archi (l'arco corto della Scozia e dell'Irlanda e non l'arco lungo del Galles e dell'Inghilterra) e, inizialmente, d'armi a due mani come le claymore e le asce Lochaber. Gli osservatori inglesi hanno riferito che alcuni Highlander operativi in Irlanda indossavano ancora la cotta di maglia, da tempo obsoleta altrove.
Più tardi, adottarono l'uso combinato di spada e scudo, con spadone d'elsa a cesto e targa, originato nella Spagna asburgica del XVI secolo. Combinato con l'uso del moschetto, questo potrebbe aver influenzato lo sviluppo di quella che in seguito fu chiamata "carica dell'altopiano", una tattica di sparare una singola raffica coordinata di moschetto prima di avvicinarsi di corsa con spada e targa. Molte reclute dei clan, chiamate "caterans", sarebbero rimasti armati relativamente male.
Entro la metà del XVII secolo, un gran numero di Highlander, spesso chiamati genericamente redshank, combatterono nelle guerre confederate irlandesi, in particolare i membri del clan che servivano sotto Alasdair Mac Colla, lui stesso membro di un ramo minore delle Ebridi del clan Donald, un famiglia cadetta del Clan MacDonald di Dunnyveg. Tuttavia, gli Highlanders che hanno combattuto nella battaglia di Dungan's Hill e nella battaglia di Knocknanuss sarebbero stati gli ultimi redshanks.
La conquista cromwelliana dell'Irlanda e la guerra guglielmita posero fine al ricorso irlandese ai mercenari highlander eradicandone la committenza: la nobiltà gaelica e la pacificazione dei Gaeli scozzesi con gli Statuti di Iona e le autorizzazioni delle Highland.

### Cavalleria

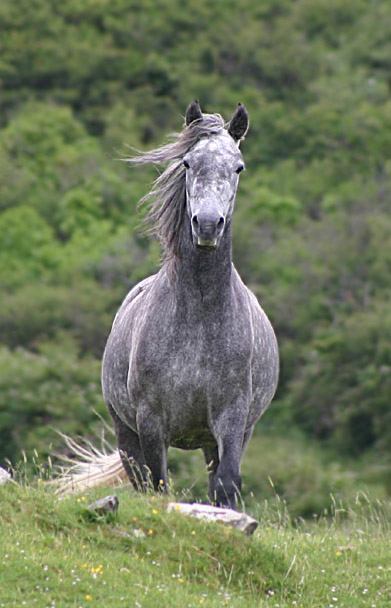
Un Connemara (cavallo), discendente dell'Irish Hobby usato dagli Hobelar.

Gli hobelar erano unità di schermagliatori a cavallo altamente mobile. Alcuni erano arcieri a cavallo, altri semplicemente cavalleria leggera. Loro caratteristica precipua era comunque l'adattabilità: all'occorrenza, potevano anche fungere da fanteria leggera di schermaglia. In pratica un'unità polivalente per tattiche mordi e fuggi.
I primi hobelar indossavano armature leggere e montavano pony piccoli e agili e non i grandi destrieri della cavalleria pesante. Dopo la carica, gli hobelar smontano per combattere a piedi e rimontavano in sella per fuggire. Col passare del tempo, gli hobelar iniziarono ad essere utilizzati sempre più come cavalleria e meno come fanteria mobile.
Durante i suoi conflitti con la corona inglese, Robert the Bruce dispiegò cavalleria su pony per le sue operazioni di guerriglia ed incursioni, coprendo 100–110 km al giorno. Il successo fu tale che Edoardo I d'Inghilterra impedì l'esportazione di pony dall'Irlanda alla Scozia nel tentativo di fiaccare Bruce. Gli hobelar erano molto abili nell'esplorazione, nel pattugliamento e nell'imboscata in aree tipicamente irraggiungibili dalle unità di cavalleria come aree montuose, fitte foreste e paludi paludose. Tanto nelle isole britanniche quanto nel continente, la cavalleria schermagliatrice era un'unità ben nota e molto apprezzata come unità leggera e mobile.
Dopo il dispiegamento efficace di questi cavalieri sia da parte degli scozzesi sia degli inglesi nelle Guerre d'indipendenza scozzesi, anche i belligeranti nei conflitti continentali iniziarono ad assumere cavalieri gaelici, irlandesi o scozzesi, come truppe mercenarie per i loro eserciti. Sia gli inglesi sia i francesi assunsero infatti questi cavalieri ed entrambe le fazioni organizzarono propri contingenti di cavalleria similari. Gli hobelar furono utilizzati principalmente negli scontri delle Guerre d'indipendenza scozzesi e della Guerra dei cent'anni. Col passare del tempo, passarono dall'essere schermagliatori a cavallo molto simili ai kern ad una forma basilare di cavalleria leggera. Nel continente, dal 1311 in poi, gli hobelar continentali divennero sempre più corazzati e meno distinguibili dalle altre unità di cavalleria.
In Scozia, gli hobelar fungeva da braccio offensivo delle guarnigioni di castello. Furono anche utilizzati come predoni oltre confine sia dagli inglesi sia dagli scozzesi e possono essere visti come i predecessori dei Border Reivers e dei Moss Troopers delle terre di confine scozzesi.

## Tattica e armamento

### Armamento

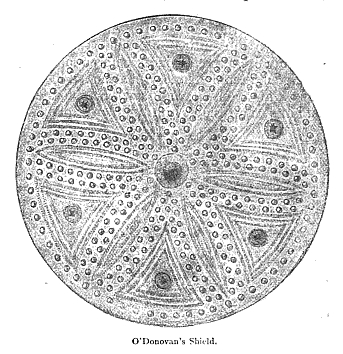
Scudo rotondo irlandese.

La maggior parte dei gaelici combattevano senza armatura, indossando tuniche con cintura color zafferano chiamate léine (pronuncia "laynuh"), plu. léinte (pronuncia "layntuh/laynchuh"). Secondo Giraldus Cambrensis (inizio XII secolo), i Gaelici preferivano non indossare l'armatura poiché ritenevano che fosse gravoso da indossare e che fosse «coraggioso e onorevole» combattere senza di essa. L'armatura era comunque poca cosa: i più poveri potevano indossare cappotti imbottiti, i benestanti potevano indossare armature di cuoio bollito chiamate cuir bouilli e i più ricchi potevano avere accesso a corazze di bronzo, armature tessili imbottite o forse cotte di maglia o armature a scaglie, presenti nell'Isola ma piuttosto rare. I mercenari gallowglass d'inizio XIII secolo sono stati raffigurati con usbergo ed elmetto d'acciaio ma la maggior parte dei kern contava solo sulla protezione offerta dalla targa. Gli scudi gaelici erano solitamente rotondi, con umbone a forma di fuso, poi mutuato dai modelli dei popoli con cui gli irlandesi si confrontarono nel Medioevo: anglosassoni, vichinghi e normanni. Alcuni scudi erano di forma ovale, come gli antichi scudi celtici, o quadrata ma la maggior parte erano piccoli e tondi come il brocchiero, per consentire una migliore agilità e una rapida fuga.

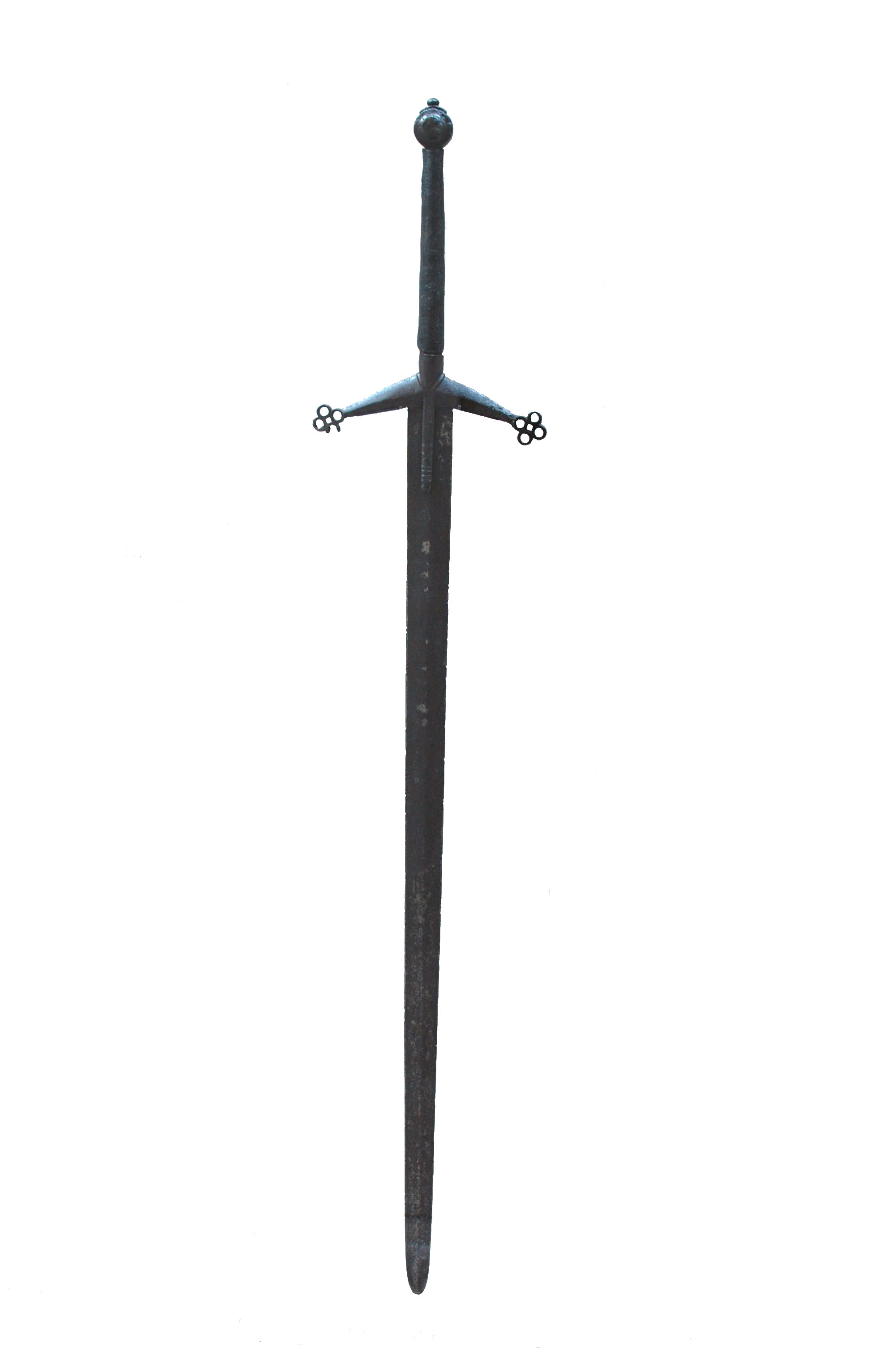
La spada a due mani (ga. Claideamh Mòr) o Claymore era l'arma preferita dagli Highlander scozzesi e dai Gallowglass irlandesi.

Durante il tardo medioevo e il periodo rinascimentale, le importazioni di armi dall'Europa influenzarono il design delle armi gaeliche. Prendiamo ad esempio la spada tedesca Zweihänder, un'arma lunga a due mani utilizzata per tagli e affondi rapidi e potenti. Le spade irlandesi sono state copiate da questi modelli, che avevano arredi unici. Molti, ad esempio, presentavano spesso anelli aperti sul pomo . Su qualsiasi spada irlandese progettata localmente nel Medioevo, ciò significava che si poteva vedere l'estremità del codolo passare attraverso il pomo e chiudere l'estremità. Queste spade erano spesso di ottima costruzione e qualità. Le spade scozzesi continuarono a usare le più tradizionali protezioni incrociate a "V" che erano state sulle spade gaeliche pre-norvegesi, culminando in pezzi come l'ormai famoso design "claymore". Questa era una conseguenza di numerosi progetti precedenti ed è diventata un simbolo della Scozia. La claymore fu usata insieme alle tipiche scuri inastate dei gallowglass fino al XVIII secolo, ma iniziarono ad essere sostituite da pistole, moschetti e spade con elsa a canestro, che erano versioni più corte della claymore che venivano usate con una mano insieme a uno scudo. Questi spadoni dall'elsa di cesto sono ancora oggi un simbolo della Scozia, così come il tipico piccolo scudo rotondo noto come "targa".

### Schieramento e combattimento

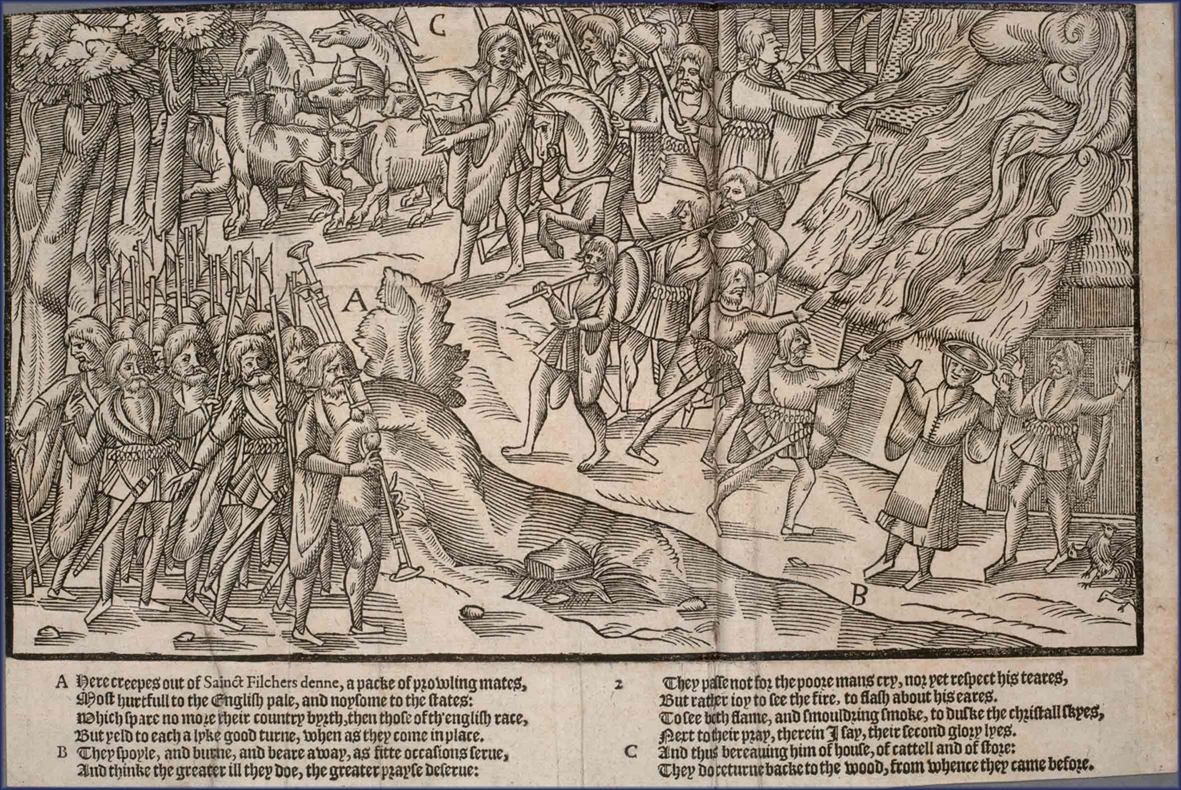
Ill. di un raid da The Image of Irelande (1581). I Ceithearn/Kern costituivano la maggior parte degli eserciti gaelici, come fanti leggeri di leva. Si nota il suonatore di cornamusa che guida le truppe.

Come anticipato, le battaglie campali, nell'Irlanda gaelica, erano rare, seppur presenti, e servivano a risolvere le grandi controversie tra i re-locali. La maggior parte della pratica militare era quindi incentrata sulle tattiche mordi e fuggi (v.si seguito) e solo a partire dal IX secolo le grandi battaglie si fecero più comuni. Inizialmente i ceithern erano semplici uomini della tribù atti alle armi che partivano alla bisogna per la razzia o, più raramente, per la guerra. La minaccia dei vichinghi prima e degli anglo-normanni poi costrinse a nuovi sistemi di acquartieramento ed arruolamento della truppa, facendo dei ceithern truppe di guarnigione e/o mercenari. Equipaggiati ed addestrati come schermagliatori leggeri, i ceithern erano comunque in difficoltà in una battaglia campale, nella quale, insieme alla cavalleria leggera, avrebbero caricato il nemico solo dopo azioni di disturbo ed intimidazione con proiettili, grida di guerra, corni e cornamuse (v.si Insegne e musica). Se i ceithern non riuscivano a spezzare una linea nemica dopo la carica, potevano fuggire e comunque farsi da parte per lasciare spazio alla fanteria pesante gaelica, in avanzata dalle retrovie. Queste unità erano costituite, dalla fine del XIII secolo, dai gallowglass/gallóglaigh, inizialmente mercenari vichingo-gaelici e, dal XV secolo, truppe stabili foraggiate da tutti i túatha più grandi dell'isola. La funzione principale della fanteria pesante gaelica era impegnare il nemico per permettere ai combattenti leggeri, kern e hobelars, di colpire, sganciarsi, riorganizzarsi e ritirarsi tatticamente dietro la linea di battaglia per poter tornare all'attacco.
Al tempo della riconquista Tudor dell'Irlanda, le forze guidate da Hugh O'Neill, conte di Tyrone, avevano adottato tattiche di picca-e-moschetto continentali. Dal XVI secolo, gli irlandesi gaelici combatterono con i metodi di guerra aggiornati, con pieno affidamento sulle armi da fuoco e sulle tattiche moderne. Le loro formazioni consistevano in un misto di picchieri, moschettieri e spadaccini gallowglass che iniziarono ad essere equipaggiati e combattere più come le unità continentali (lanzichenecchi e tercio). Queste furono le truppe che affrontarono nel Cinquecento le forze invasori inglesi. Tuttavia, queste formazioni si rivelarono vulnerabili perché sprovviste di un adeguato supporto di cavalleria moderna (raitri e corazzieri). I moschetti e altre armi da fuoco furono ampiamente usati in combinazione con le tradizionali tattiche mordi e fuggi, spesso per le imboscate contro colonne nemiche in marcia.

### Incursioni
I gaeli d'Irlanda preferivano tattiche mordi e fuggi e tattiche d'urto come imboscate e incursioni finalizzate alla razzia ed alla cattura del nemico. Una delle cause più comuni di conflitto nell'Irlanda gaelica era la razzia del bestiame (spec. bovini) che costituiva allora la principale forma di ricchezza, nell'Isola come in molte altre parti d'Europa poiché la valuta non era ancora stata introdotta, e pertanto lo scopo della maggior parte delle guerre era la cattura del bestiame del nemico. Durante la razzia, i predoni sequestravano qualsiasi oggetto di valore, oltre al bestiame, e ostaggi potenzialmente preziosi, oltre a bruciare i raccolti, per poi fuggire. L'abigeato era una vera e propria istituzione all'interno della cultura gaelica tanto che i re appena intronati effettuavano incursioni contro i rivali tradizionali subito dopo la loro incoronazione. L'esistenza di un termine specifico gaelico per indicare quest'evento, creach rígh, it. "incursione del re", ci aiuta a comprendere quanto fosse consueto. Il raid del bestiame era spesso chiamato Táin Bó ed era un aspetto importante della letteratura gaelica, con il Táin Bó Cúailnge e il Táin Bó Flidhais come esempi importanti. La guerra gaelica non era quindi statica guerriglia ma prevedeva spedizioni oltre confine, da effettuarsi nel più breve tempo possibile e, compatibilmente, con l'equipaggiamento migliore a disposizione.
Lungi dal connaturarsi come una caratteristica unicamente gaelica, quest'approccio alla guerra fu tipico dei celti, fin dalle epoche precedenti. Le fonti romane abbondano di riferimenti alla propensione dei Britanni, congiunti e concorrenti dei Gaeli, per le imboscate: sia al tempo della prima spedizione di Cesare sia al tempo della conquista di Agrippa.

### Fortificazioni

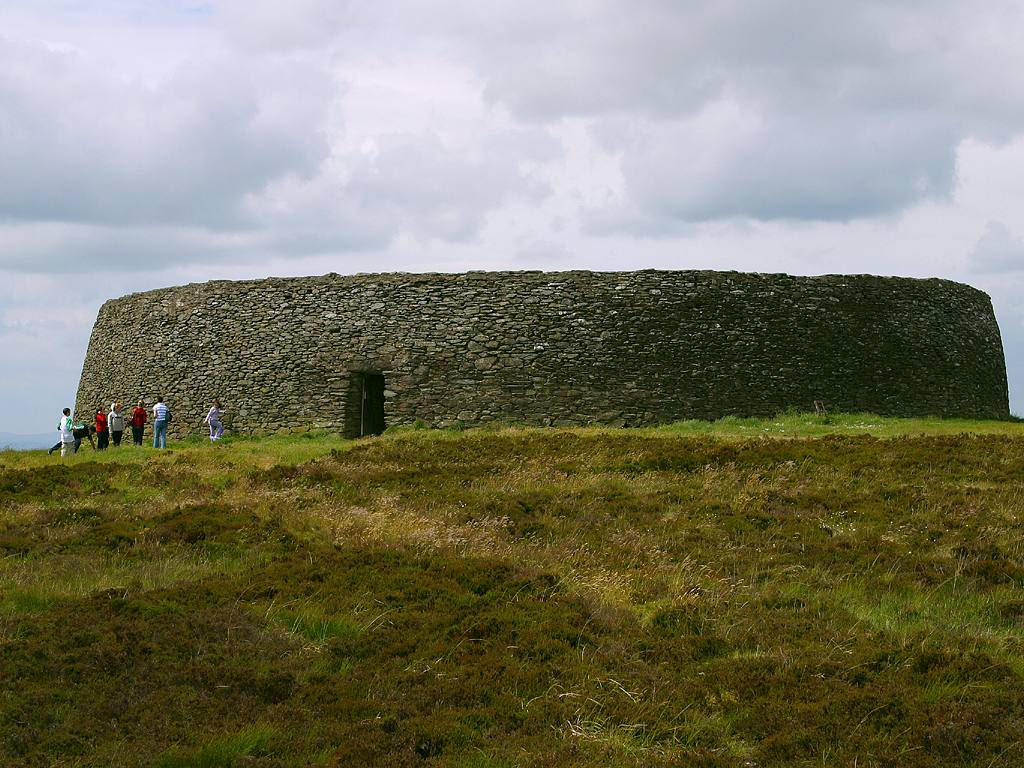
La Grianan di Aileach, es. di forte ad anello in pietra gaelico irlandese

In Irlanda e Scozia, luoghi poco o nulla toccati dall'influenza architettonica di Roma, la tradizione muratoria celtica proseguì per secoli, pervenendo quasi intatta sino al Medioevo inoltrato. Per la maggior parte del periodo gaelico, le abitazioni e gli edifici, cosa comune tra i Celti, furono appunto di pianta circolare, con tetti di paglia di forma conica. Gli edifici quadrati e rettangolari divennero sempre più comuni e tra il XIV o il XV secolo sostituirono definitivamente gli edifici rotondi. In alcune aree, gli edifici erano realizzati principalmente in pietra. In altre, erano in legno, costruiti con la tecnica torchis o con un mix di materiali.
Ampiamente diffuso restò il ricorso alla c.d. "Fortezza di collina" (en. Hillfort; ga. dun) quale struttura base per l'insediamento urbano fortificato: poste su un terreno elevato, circondate da una profonda trincea come fossato, con la terra di riporto ammassata in banchi per costituire un terrapieno su cui veniva poi innalzata una palizzata. I dun furono introdotti nelle isole proprio dai Celti nel VII secolo a.C. Le città più fortificate disponevano di mura in pietra in sostituzione del terrapieno e della palizzata. La roccaforte, anche intesa come semplice dimora d'uomini liberi isolata e fortificata, s'appoggiava quindi su di un bastione circolare e rientrava nella tipologia del "Forte ad anello" (en. ringfort).
Vi erano pochissimi insediamenti nucleati, ma dopo il V secolo alcuni monasteri divennero il cuore di piccole cittadine monastiche. Già nel X secolo i porti vichingo-gaelici di Dublino, Wexford, Cork e Limerick erano diventati insediamenti sostanziali, tutti governati da re gaelici prima del 1052. In questa era furono costruite molte torri circolari irlandesi.

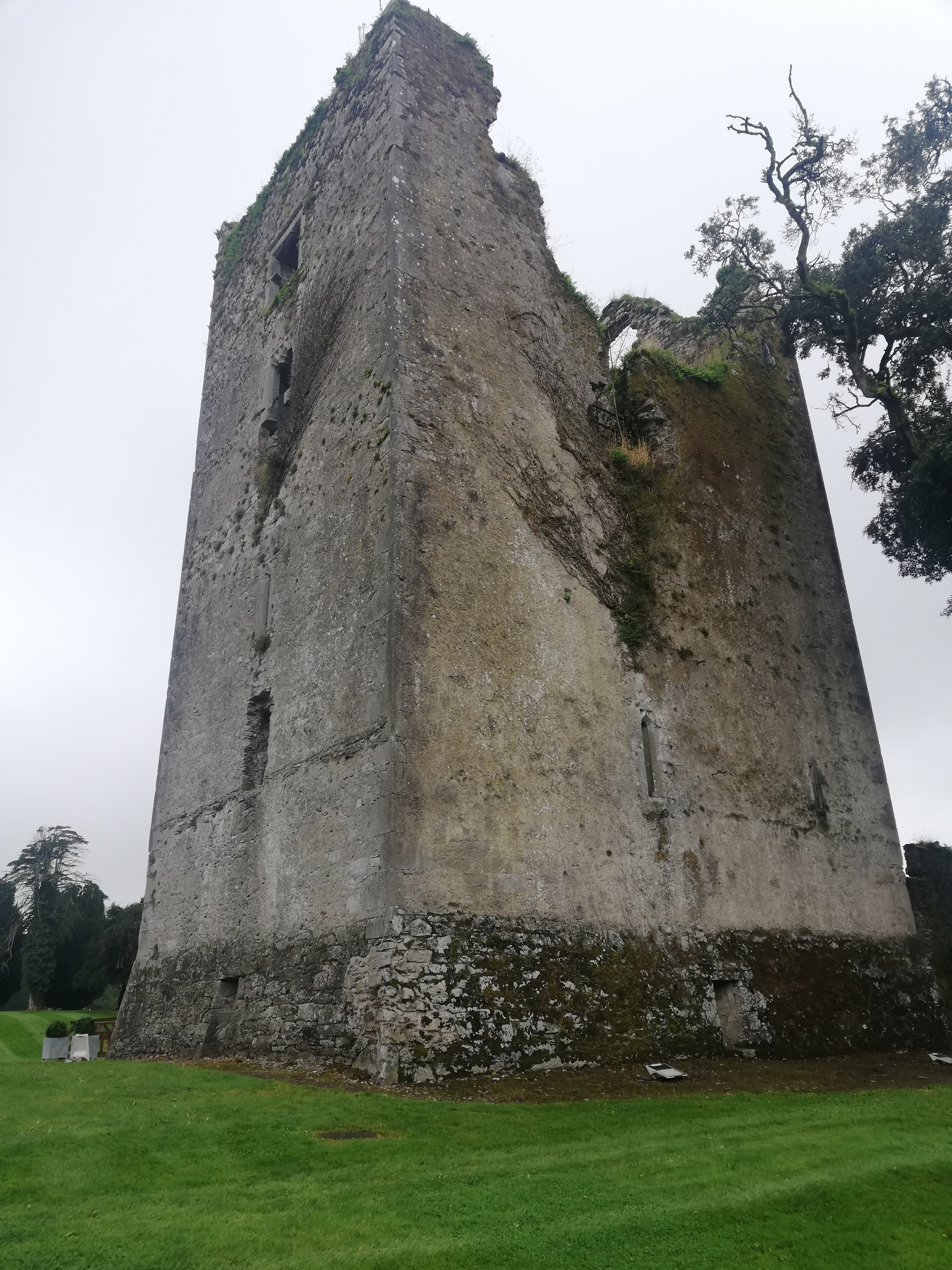
Una casatorre irlandese. I Normanni consolidarono la loro presenza in tutta l'Irlanda costruendo centinaia di castelli e torri come questa.

Nei cinquant'anni prima dell'invasione normanna, l'etimo "castello" (ga. caistél/caislén) appare in alcuni scritti gaelici, sebbene esistano pochi esempi intatti di castelli pre-normanni. In seguito all'invasione normanna dell'Irlanda, gli invasori anglo-normanni costruirono delle motte castrali (en. motte-and-bailey) nelle aree d'occupazione, alcune delle quali furono ottenute dai ringfort gaelici antecedenti. Nell'entroterra irlandese, molte delle aree d'occupazione anglo-normanna avevano mura di difesa a riprova della dura "vita di frontiera" che impegnava i conquistatori. Alcuni fecero costruire queste mura supponendo che la città non avesse una difesa adeguata utilizzando solo un fossato ma i muri in muratura non furono sempre completati causa la penuria di risorse. Molte città spesso costruivano mura e porte civiche come mera espressione di benessere economico o potenza, tralasciandone l'accurato aspetto difensivo.
Nel XII secolo «alcune motte, specialmente nelle zone di frontiera, erano state quasi certamente costruite dai gaelici irlandesi a imitazione» di quelle normanne. Gli hiberno-normanni sostituirono gradualmente queste motte e cortili in legno con casaforte e casatorre. Gli edifici quadrati e rettangolari divennero gradualmente più comuni e nel XIV o XV secolo avevano sostituito completamente gli edifici rotondi.

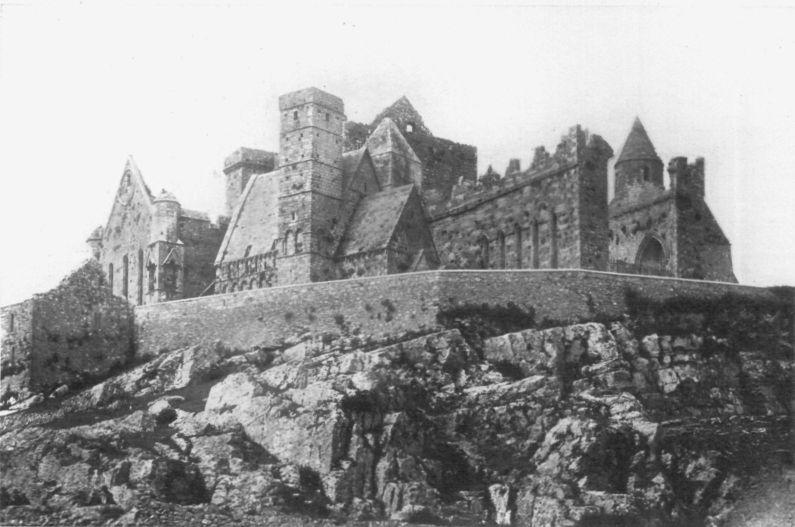
La Rocca di Cashel, in cui i difensori tentarono di respingere l'assalto inglese nell'omonimo scontro.

A partire dalla fine del XVI secolo, in Irlanda iniziò un'era di guerre d'assedio in cui la difesa urbana divenne fondamentale nella guerra gaelica, a seguito delle scioccanti atrocità del Sacco di Cashel e del massacro operato da Oliver Cromwell dopo l'assedio di Drogheda. I ribelli gaelici irlandesi, rendendosi conto che non potevano aspettarsi quartiere o fidarsi delle offerte di resa, iniziarono, in modo improvvisato, ad impratichirsi nella poliorcetica, sia attiva sia passiva.
Sia all'assedio di Clonmel sia all'assedio di Charlemont, i difensori irlandesi furono in grado di imporre un pesante tributo alle forze del Commonwealth d'Inghilterra. A Clonmel, il New Model Army di Cromwell, forte di 8.000 uomini alla fine prese la città dai suoi 2.000 difensori irlandesi ma non prima d'aver lasciato sul campo un quarto degli effettivi! Fu il loro più grande tributo di sangue in una singola azione. A Charlemont, una piccola forza di meno di 200 soldati, supportati dai cittadini, donne incluse, contenne il New Model Army per due mesi con pesanti combattimenti. In entrambi gli scontri, gli inglesi, con forze schiaccianti, circondarono le fortificazioni e crearono una breccia nelle difese usando il fuoco dei cannoni per poi penetrarvi. Entrambe le volte, i difensori della città tesero una trappola all'interno. A Clonmel, costruirono un chiusa nella breccia e vi allinearono artiglieria, moschettieri e picchieri, creando un campo di sterminio appena entro le mura. In entrambi i casi, i difensori irlandesi furono in grado di costringere le forze inglesi superiori di numero a concedere accordi di resa con termini generosi attraverso pesanti combattimenti che logorarono gli eserciti assedianti.

## Insegne e musica
I clan gaelici avevano, oltre a distinte culture, ognuno i propri stemmi, vessilli, bandiere e stendardi di battaglia. Il ruolo della banda militare, seppur priva di un'organizzazione vera e propria, fu sempre importante nel loro modus bellandi. Gli strumenti a fiato come le corna di toro scavate venivano spesso portati in battaglia dai capitribù o dai capi-guerra e usati come mezzo per radunare la truppa. Le cornamuse avrebbero poi guadagnato popolarità tra i clan fino a sostituire altri strumenti più antichi come il corno e il carnyx ma non prima del XIV secolo. Le più celebri furono le cornamuse irlandesi portate dai gllowglass attraverso i campi di battaglia d'Europa e poi divenuti strumenti cerimoniali. Da allora le cornamuse divennero un importante simbolo della cultura gaelica: v.si il ruolo ricoperto dalle Uilleann pipes d'Irlanda e dalla Great Highland Bagpipe di Scozia nella cultura delle rispettive nazioni.

## Elenco dei conflitti e delle battaglie gaeliche
Il seguente elenco riporta le battaglie ed i conflitti in cui i popoli gaelici giocarono un ruolo di primo piano o cruciale.
- 596 Battaglia di Raith
- 561 Battaglia di Cúl Dreimhne
- 603 Battaglia di Degsastan
- 629 Battaglia di Fid Eoin
- 637 Battaglia di Moira
- 877 Battaglia di Strangford Lough
- 908 Battaglia di Ballaghmoon
- 915 Battaglia di Confey
- 917 Battaglia di Mag Femen
- 919 Battaglia di Islandbridge
- 968 Battaglia di Sulcoit
- 968 Battaglia di Luimnech
- 977 Battaglia di Cathair Cuan
- 978 Battaglia di Belach Lechta
- 980 Battaglia di Tara
- 999 Battaglia di Glenmama
- 1014 Battaglia di Clontarf
- 1130 Battaglia di Stracathro
- 1151 Battaglia di Móin Mhór
- 1164 Battaglia di Renfrew
- 1169 Assedio di Wexford
- 1171 Assedio di Dublino
- 1174 Battaglia di Thurles
- 1234 Battaglia di the Curragh
- 1245 Battaglia di Embo
- 1247 Battaglia di Ballyshannon (1247)
- 1247 Battaglia di Dun Gallimhe
- 1249 Battaglia di Athenry
- 1256 Battaglia di Magh Slecht
- 1257 Battaglia di Creadran Cille
- 1260 Battaglia di Down
- 1261 Battaglia di Callann
- 1263 Battaglia di Largs
- 1270 Battaglia di Áth an Chip
- 1275 Rivolta di Manx
- 1275 Battaglia di Ronaldsway
- 1294 Battaglia di Red Ford
- 1296 Sacco di Berwick
- Battaglia di Dunbar (1296)
- 1297 Battaglia di Lanark
- 1297 Raid di Scone
- Battaglia di Stirling Bridge, 1297
- Battaglia di Falkirk, 1298
- Battaglia di Roslin, 1303
- Battaglia di Happrew, 1304
- Assedio del castello di Stirling, 1304
- Azione di Earnside, 1304
- Battaglia di Methven, 1306
- Battaglia di Dalry, 1306
- Battaglia di Loch Ryan, 1307
- Battaglia di Turnberry, 1307
- Battaglia di Glen Trool, 1307
- Battaglia di Loudoun Hill, 1307
- Battaglia di Slioch, 1307
- Battaglia di Inverurie, 1308
- Sacco di Buchan, 1308
- Battaglia del fiume Dee, 1308
- Battaglia del Passo di Brander, 1308
- Presa di Roxburgh (1314)
- Battaglia di Bannockburn, 1314
- Battaglia di Connor, 1315
- 1315 Battaglia di Moiry Pass
- 1315 Battaglia di Connor
- 1315 Battaglia di Kells
- 1316 Battaglia di Skerries
- 1316 Battaglia di Athenry
- 1317 Battaglia di Lough Raska
- 1318 Battaglia di Dysert O'Dea
- 1318 Battaglia di Faughart
- 1327 Battaglia di Fiodh-an-Átha
- 1328 Battaglia di Thomond
- 1329 Massacro di Braganstown
- 1329 Battaglia di Ardnocher
- 1337 Battaglia di Drumlui
- 1370 Battaglia di Invernahavon
- 1385 Battaglia di Tochar Cruachain-Bri-Ele
- 1394 Battaglia di Ros-Mhic-Thriúin
- 1396 Battaglia di the North Inch
- 1399 Battaglia di Tragh-Bhaile
- 1402 Battaglia di Drumoak
- 1406 Battaglia di Cluain Immorrais
- 1406 Battaglia di Tuiteam Tarbhach
- 1411 Battaglia di Dingwall
- 1411 Battaglia di Harlaw
- 1426 Battaglia di Harpsdale
- 1429 Battaglia di Lochaber
- 1429 Battaglia di Mamsha
- 1429 Battaglia di Palm Sunday
- 1429 Assedio di Inverness (1429)
- 1430 Battaglia di Drumnacoub
- 1431 Battaglia di Inverlochy (1431)
- 1438 Battaglia di Tannach
- 1439 Battaglia di Craignaught Hill
- 1441 Battaglia di Craig Cailloch
- 1445 Battaglia di Arbroath
- 1452 Battaglia di Bealach nam Broig
- 1452 Battaglia di Brechin
- 1454 Battaglia di Clachnaharry
- 1455 Battaglia di Arkinholm
- 1470 Battaglia di Corpach
- 1478 Battaglia dei Campioni
- 1480 Battaglia di Bloody Bay
- 1480 Battaglia di Lagabraad
- 1480 Battaglia di Skibo e Strathfleet
- 1485 Battaglia di Blar Na Pairce
- 1486 Battaglia di Tarbat
- 1487 Battaglia di Aldy Charrish
- 1490 Massacro di Monzievaird
- 1491 Battaglia di Blar Na Pairce
- 1497 Battaglia di Drumchatt (1497)
- 1499 Battaglia di Daltullich
- 1501 Rivolta dei Dubh
- 1504 Battaglia di Knockdoe
- 1505 Achnashellach
- 1513 Battaglia di Glendale (Skye)
- 1522 Battaglia di Knockavoe
- 1539 Battaglia di Belahoe
- 1544 Battaglia degli Shirts
- 1559 Battaglia di Spancel Hill
- 1569 Rivolte dei Desmond
- 1565 Battaglia di Glentaisie
- 1567 Battaglia di Farsetmore
- 1570 Battaglia di Bun Garbhain
- 1570 Battaglia di Torran-Roy
- 1572 Sacco di Athenry
- 1574 Massacro di Clandeboye
- 1575 Massacro dell'isola di Rathlin
- 1577 Sacco di Eigg
- 1577 Massacro di Mullaghmast
- 1578 Battaglia di Spoiling Dyke
- 1580 Battaglia di Glenmalure
- 1580 Assedio di Carrigafoyle
- 1580 Assedio di Smerwick
- 1585 Battaglia delle Isole occidentali
- 1590 Battaglia di Doire Leathan
- 1590 Battaglia di Clynetradwell
- 1593 Battaglia di Belleek
- 1594 Assedio di Enniskillen (1594)
- 1594 Battaglia di Ford of the Biscuits
- 1594 Battaglia di Glenlivet
- 1595 Assalto a Blackwater Fort
- 1595 Battaglia di Clontibret
- 1597 Battaglia di Carrickfergus (1597)
- 1598 Battaglia di Traigh Ghruinneart
- 1598 Battaglia di Benbigrie
- 1598 Battaglia di Yellow Ford
- 1599 Battaglia di Deputy's Pass
- 1599 Assedio di Cahir Castle
- 1600 Battaglia di Curlew Pass
- 1600 Battaglia di Moyry Pass
- 1600 Battaglia di Lifford
- 1601 Battaglia di Carinish
- 1601 Battaglia di Coire Na Creiche
- 1601 Assedio di Donegal
- 1601 Assedio di Kinsale
- 1601 Battaglia di Castlehaven
- 1602 Assedio di Dunboy
- 1602 Massacro di Dursey
- 1602 Sacco di Dungannon
- 1641 Rivolta irlandese del 1641
- 1641 Massacro di Portadown
- 1641 Assedio di Drogheda (1641)
- 1641 Battaglia di Julianstown
- 1642 Battaglia di Kilrush
- 1645 Battaglia di Braes of Strathdearn
- 1645 Battaglia di Inverlochy (1645)
- 1646 Battaglia di Benburb
- 1646 Battaglia di Lagganmore
- 1646 Massacro di Dunoon
- 1646 Battaglia di Rhunahaorine Moss
- 1647 Sacco di Cashel
- 1647 Battaglia di Dunaverty
- 1649 Assedio di Drogheda
- 1650 Assedio di Clonmel
- 1650 Assedio di Charlemont
- 1655 Battaglia di Fords of Arkaig
- 1680 Battaglia di Altimarlach
- 1688 Battaglia di Mulroy
- 1692 Massacro di Glencoe
- 1715 Assedio di Brahan
- 1715 Battaglia di Sheriffmuir
- 1719 Conquista di Eilean Donan Castle
- 1719 Battaglia di Glen Shiel
- 1721 Battaglia di Glen Affric
- 1721 Battaglia di Coille Bhan
- 1745 Battaglia di Highbridge
- 1745 Assedio di Ruthven Barracks (1745)
- 1745 Battaglia di Prestonpans
- 1745 Assedio di Culloden House (1745)
- 1745 Primo assedio di Carlisle (1745)
- 1745 Battaglia di Clifton Moor
- 1745 Secondo assedio di Carlisle (1745)
- 1745 Assedio di Fort Augustus (1745)
- 1745 Battaglia di Inverurie (1745)
- 1746 Battaglia di Falkirk Muir
- 1746 Assedio di Stirling Castle (1746)
- 1746 Assedio di Ruthven Barracks (1746)
- 1746 Assedio di Inverness (1746)
- 1746 Assedio di Fort Augustus (1746)
- 1746 Battaglia di Atholl
- 1746 Assedio di Blair Castle
- 1746 Battaglia di Keith
- 1746 Assedio di Fort William
- 1746 Battaglia di Dornoch
- 1746 Battaglia di Tongue
- 1746 Battaglia di Littleferry
- 1746 Battaglia di Culloden

### Esplicative
1. ↑  Fu per primo Cesare, VI, 14 ad osservare che i Druidi dei Galli conoscevano a memoria un gran numero di versi, a fronte di un pluridecennale apprendistato, la cui materia non doveva essere oggetto di scrittura: «Magnum ibi numerum versuum ediscere dicuntur. Itaque annos nonnulli vicenos in disciplina permanent. Neque fas esse existimant ea litteris mandare [...]».
2. ↑  Green 1986, p. 40 arrivò a teorizzare che i primi amanuensi coinvolti nella stesura dei testi irlandesi potessero essere dei druidi convertitisi al cristianesimo o comunque dei monaci in contatto diretto con l'antica classe sacerdotale irlandese pre-cristiana.
3. ↑  La maggior parte di questi testi è oggi nota grazie al lavoro di traduzione e pubblicazione in lingua inglese effettuato da lady Charlotte Bertie (1812-1895) che, tra le altre cose, codificò il nome stesso Mabinogion raccogliendo in un corpus quelli che erano testi sparsi nelle fonti scritte gallesi medievali.

### Bibliografiche
1. ↑  Cesare, VI, 14.
2. ↑  Cesare, I, 29.
3. ↑  (EN) T.F. O'Rahilly, Early Irish History and Mythology, Dublin Institute for Advanced Studies, 1984, ISBN 0-901282-29-4.
4. ↑  Green 1986, pp. 19-21.
5. 1 2  (EN) E. Estyn Evans, The Personality of Ireland, Cambridge University Press, 1973, ISBN 0-521-02014-X.
6. ↑  (EN) Ruairí Ó hUiginn, Táin Bó Cuailnge, in John T. Koch (a cura di), Celtic Culture: A Historical Encyclopedia, Santa Barbara, ABC-CLIO, 2005.
7. 1 2  (EN) Barry W. Cunliffe, 19 Warfare, in Iron Age Communities in Britain, ISBN 0-415-34779-3.
8. 1 2 3 4 5  Kruta 2000, p. 425.
9. ↑  Cassio Dione, Storia romana 60.19-22.
10. ↑  Svetonio, Vite dei dodici Cesari, Vespasiano, 4.
11. ↑  Tacito, Annali 12:31-38.
12. ↑  Kruta 2000, p. 382.
13. ↑  Tacito, Annales, XIV, 29, 30.
14. ↑  Tacito, Agricola 14-17, Annali 14.29-39; Cassio Dione, Storia romana 62.1-12.
15. ↑  Svetonio, Vite dei dodici Cesari, Vita di Nerone 18.
16. 1 2  Demandt 2003, p. 97.
17. ↑  (EN) Barry Raftery, Pagan Celtic Ireland, Londra, Thames & Hudson, 1997,  p. 206.
18. ↑  Duffy 2005, p. 698.
19. ↑  Ammiano Marcellino, XXVII,8.
20. ↑  (EN) Dáibhí Ó Cróinín, Early medieval Ireland, 400–1200, in Dáibhí Ó Cróinín (a cura di), Longman History of Ireland, vol. 1, Londra, Longman, 1995, ISBN 0-582-01566-9.
21. ↑  (EN) Kenneth W Nicholls, XIV: Gaelic society and economy, in Art Cosgrove (a cura di), A New History of Ireland, II: Medieval Ireland 1169-1534, Oxford University Press, 2008  [1987],  pp. 397-438, ISBN 978-0-19-953970-3.
22. ↑  (EN) Bart Jaski, Kings and kingship, 2005. in Duffy 2005, pp. 417-422.
23. ↑  (EN) Katharine Simms, Guesting and Feasting in Gaelic Ireland, in Journal of the Royal Society of Antiquaries of Ireland, vol. 108, 1978,  pp. 67-100.
24. ↑  Duffy 2005, pp. 54-55.
25. 1 2 3 4 5  Ó Cléirigh 1997.
26. ↑  (EN) Marie Therese Flanagan, Warfare in Twelfth-Century Ireland, in A Military History of Ireland, Cambridge University Press, 1996,  pp. 52-75.
27. ↑  (EN) Irish Medieval Swords c. 1170–1600, in Proceedings of the Royal Irish Academy. Section C: Archaeology, Celtic Studies, History, Linguistics, Literature, 86C, 1986,  pp. 183-230.
28. ↑  (EN) A.A.M. Duncan, William, Son of Alan Wallace: The Documents, in Edward Cowan (a cura di), The Wallace Book, Edimburgo, John Donald, 2007,  p. 42, ISBN 9781906566241.
29. ↑  (EN) Fiona Watson, Sir William Wallace: What We Do – and Don't – Know, in Edward Cowan (a cura di), The Wallace Book, Edimburgo, John Donald, 2007,  pp. 31-34, ISBN 9781906566241.
30. 1 2  Hayes-McCoy 1941.
31. 1 2  (EN) David Stevenson, Scottish Covenanters and Irish Confederates, Ulster Historical Foundation, 1981,  p. 4.
32. 1 2  (EN) Charles Carlton, Going to the Wars: The Experience of the British Civil Wars 1638–1651, Routledge, 2002,  p. 135, ISBN 978-1-134-84935-2.
33. 1 2 3  Cannan 2011, p. 17.
34. ↑  Annali frammentari d'Irlanda, § 347.
35. 1 2   Patrick Weston Joyce, Chapter XXIV: Locomotion and Commerce, Horse-Riding, in A Smaller Social History of Ancient Ireland, Library Ireland, 1906.
36. ↑  Cesare, IV, 33.
37. ↑  (EN) Duffy, The World of the Galloglass: Kings, Warlords and Warriors in Ireland and Scotland, 1200–1600, 2007,  p. 1.
38. ↑  Fall 1950, p. 79.
39. ↑  (EN) Fforde, The Great Glen, 2011.
40. ↑  (EN) David Stevenson, Alasdair MacColla and the Highland Problem in the Seventeenth Century, 1980,  p. 83.
41. ↑  Hill 2003.
42. 1 2 3 4  (EN) Hobelars, in The Oxford Encyclopedia of Medieval Warfare and Military Technology, vol. 1,  pp. 267-268.
43. 1 2  (EN) Ann Hyland, The Warhorse 1250–1600, Sutton Publishing, 1998,  pp. 14, 32 e 37, ISBN 0-7509-0746-0.
44. ↑  (EN) James Lydon, The hobelar:An Irish contribution to medieval warfare, in Irish Sword, II, 1954,  pp. 12-16.
45. ↑  The Topography of Ireland by Giraldus Cambrensis Archived 17 June 2016 at the Wayback Machine (English translation)
46. ↑  (EN) Shae Clancy, Cattle early Ireland, su applewarrior.com.
47. ↑  Cesare, V, 15-16.
48. ↑  Tacito, De vita et moribus Iulii Agricolae, 26.1.
49. ↑  Joyce, Patrick Weston (1906). "Chapter XVI: The House, Construction, Shape, and Size". A Smaller Social History of Ancient Ireland. Library Ireland.
50. 1 2  (EN) Sean J. Connolly, 2: Late Medieval Ireland: The Irish, in Contested island: Ireland 1460–1630, Oxford University Press, 2007,  pp. 20-24.
51. 1 2  O'Keeffe, Tadhg (1995). Rural settlement and cultural identity in Gaelic Ireland (PDF). Ruralia 1. Archived from the original (PDF) on 2 June 2010. Retrieved 17 November 2010.
52. ↑  Barry, Terry (1995). Rural settlement in Ireland in the middle ages: an overview (PDF). Ruralia 1. Archived from the original (PDF) on 2 June 2010. Retrieved 17 November 2010.
53. 1 2  (EN) Robin Edgar Glasscock, 8: Land and people, c.1300, in Art Cosgrove (a cura di), A New History of Ireland, II: Medieval Ireland 1169–1534, Oxford University Press, 2008  [1987],  pp. 205-239, DOI:10.1093/acprof:oso/9780199539703.003.0009.
54. ↑  (EN) Jim McKeon, Urban Defences in Anglo-Norman Ireland: Evidence from South Connacht, in Eolas: The Journal of the American Society of Irish Medieval Studies, n. 5, 2011,  pp. 146-190, JSTOR 41585270.
55. ↑  (EN) Patrick Weston Joyce, XVI: The House, Construction, Shape, and Size, in A Smaller Social History of Ancient Ireland, Library Ireland, 1906.
56. ↑  (EN) David Plant, The Siege of Clonmel, 1650, su BCW Project, 28 febbraio 2008.
57. ↑  (EN) Roger Manning, An Apprenticeship in Arms: The Origins of the British Army 1585-1702, Oxford University Press, 2000.
58. ↑  (EN) James Scott Wheeler, Cromwell in Ireland, Dublino, Gill & Macmillan, 1999, ISBN 0-7171-2884-9.
59. ↑  (EN) Clonmel: Its Monastery, and Siege by Cromwell, in Duffy's Hibernian Magazine, III, agosto 1861.

### Fonti
- (LA) Cesare, Commentarii de bello Gallico, I secolo a.C..
- (LA) Ammiano Marcellino, Rerum gestarum libri XXXI, anni 380.
- (GA) Táin Bó Cúailnge [La razzia dei bovini del Cooley], VIII secolo.
- (GA) Cogad Gáedel re Gallaib [Lotta degli Irlandesi contro i Forestieri], XII secolo. ed. (EN) JH Todd (a cura di), Cogadh Gaedhel Re Gallaibh : The War of the Gaedhil with The Gaill, Londra, Longmans, 1867.
- (GA) Seathrún Céitinn, Foras Feasa ar Éirinn [Fondamenti per la conoscenza dell'Irlanda], 1634.

### Studi
- (EN) G.A. Hayes-McCoy, Strategy and Tactics in Irish Warfare, 1593–1601, in Irish Historical Studies, vol. 2, n. 7, marzo 1941.
- (EN) Fergus Cannan, 'HAGS OF HELL': Late Medieval Irish Kern, in History Ireland, vol. 19, n. 1, gennaio/febbraio 2011,  pp. 14-17.
- Alexander Demandt, I Celti, Bologna, Il Mulino, 2003, ISBN 88-15-09306-0.
- (EN) Seán Duffy (a cura di), Medieval Ireland: An Encyclopedia, Routledge, 2005, ISBN 978-1-135-94824-5.
- (EN) Cyril Falls, Elizabeth's Irish Wars, Methuen & Co., 1950.
- (EN) James Michael Hill, Celtic warfare, 1595–1763, J. Donald, 2003.
- (FR) Venceslas Kruta, Les Celtes. Histoire et dictionnaire, Parigi, Éditions Robert Laffont, 2000,  p. 425.
- (EN) Cormac Ó Cléirigh, Irish frontier warfare: a fifteenth-century case study, 1997.